# Оранг-лаути
Оранг-лаути — група народів, що невеличкими групами живуть у різних районах Південно-Східної Азії: вздовж андаманського узбережжя М'янми й Таїланду, на берегах Малаккської протоки, на островах Ріау, поблизу островів Калімантан та Сулавесі, на півдні Філіппін та на деяких із Молуккських та Малих Зондських островів. Їх об'єднує те, що в минулому всі вони всі були морськими кочівниками, жили в човнах й займалися риболовлею та збиранням морських продуктів. Тепер більшість оранг-лаутів осіла на узбережжі, але їхнє життя й досі тісно пов'язане з морем.

## Термінологія
Малайський термін оранг-лаут (малай. Orang Laut) буквально означає «морські люди», «морський народ». Назва може застосовуватись до будь-яких людей малайського походження, що розселені на прибережних островах, живуть і подорожують морем у своїх човнах. У літературі зустрічаються й інші назви, зокрема: морські цигани (англ. Sea Gypsies), морські джакуни (англ. Sea Jakun), морський народ (англ. Sea Folk, англ. Sea People), морські мисливці-збирачі (англ. Sea Hunters and Gatherers), люди моря (англ. People of the Sea), морські племена (англ. Sea Tribes), морські кочівники (англ. Sea Nomads), люди в човнах (англ. Boat People). В Таїланді їх називають чаоле («морський народ») або чаонам («водяний народ»), в деяких районах Індонезії — оранг-перагу або суку-сампан («люди в човнах»).
Хоча термін «оранг-лаути» передбачає певну однорідність групи людей, загалом це є штучне поєднання. Фактично існують окремі народи, які сильно відрізняються за мовою, традиціями, політичною організацією тощо. Вони об'єднані лише своїм способом життя, що пов'язаний із морем, і це робить їх унікальними в порівнянні з їхніми сусідами на суходолі. Попри те, що майже скрізь оранг-лаути відмовляються від життя в човнах і тепер ставлять свої села на твердій землі, і, на перший погляд, їх не завжди легко відрізнити від прибережних сусідів, вони зберігають свою унікальність з власними нормами життя й традиціями. Через суттєві культурні відмінності мешканці суходолу часто дивляться на оранг-лаутів з певною зневагою.

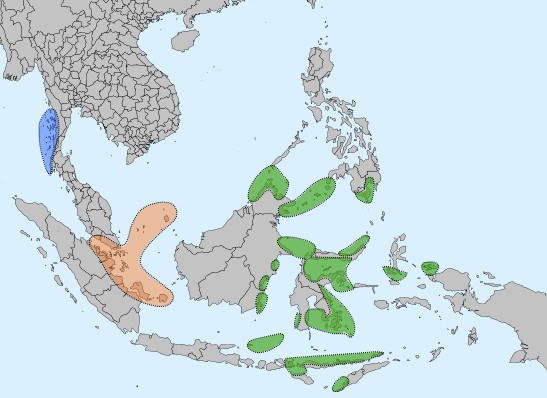
Регіони, заселені людьми, що відомі як «морські кочівники»:
Оранг-лаути
Мокен
Баджо

В широкому сенсі термін «оранг-лаути» об'єднує кілька окремих етнічних груп: мокени на архіпелазі Мергуї (М'єй) біля узбережжя М'янми та в сусідніх районах Таїланду, урак-лавої на островах, розташованих уздовж західного узбережжя Таїланду, власне оранг-лаути між Малаккською протокою та островом Калімантан, баджо (сама) на півночі Калімантану, на півдні Філіппін та островах Східної Індонезії. Найбільшою серед них групою є баджо. Локально оранг-лаути відомі також під багатьма іншими назвами.

## Оранг-лаути островів Ріау
У вузькому розумінні термін оранг-лаути (індонез. Orang Suku Laut, «племена морських людей») охоплює багато дрібних племен та груп, що населяють або населяли острови в архіпелазі Ріау-Лінга, а також острови Туджу, узбережжя та прибережні острови східної Суматри, південь Малайського півострова та узбережжя Сінгапуру. Більшість цих територій входить до складу Республіки Індонезія.
Райони розселення оранг-лаутів водночас є історичним і культурним центром так званого Малайського світу. Власне й самі вони є частиною Малайського світу, в Індонезії племена оранг-лаутів уважаються частиною малайців. У той же час через свій кочовий спосіб життя вони зараховуються до категорії ізольованих народів (індонез. suku-suku terasing). Уважається, що ці відсталі народи існують за рамками основного суспільства, вони не в змозі користуватися плодами національного розвитку й не сприяють прогресу нації та держави. Тому індонезійський уряд проводить щодо них політику, спрямовану на примусову інтеграцію в розвинену та сучасну індонезійську націю.
Місцеві малайці та представники індонезійського уряду описують оранг-лаутів як надзвичайно відсталих, нерозумних, дуже брудних і зовні жахливих людей з кривими ногами, темним обличчям, закрученим волоссям та лускатою шкірою. Вони не хочуть жити в хатах, вони народжуються, сплять, їдять в своїх човнах, підкоряються виклику природи й не мають жодного почуття сорому. Їхній повсякденний принцип — тільки їсти й пити. Насправді такий образ оранг-лаутів не відповідає дійсності. Немає жодних доказів того, що оранг-лаути кривоногі або мають лускату шкіру. Їхнє волосся варіює від хвилястого до абсолютно прямого. Вони, як правило, мають однакові зріст і вагу з іншими мешканцями островів, в середньому приблизно 1,6 метра та 60 кілограмів. Вони також однаково гарні. Деякі навіть мають домішок китайської крові через мішані шлюби.
Упродовж століть море та прибережні райони були життєвим простором і домівкою оранг-лаутів. Але вони більше не перебувають в центрі Малайського світу, їхній спосіб життя продовжує згасати. Індонезійська, малайзійська та сінгапурська влади, намагаючись управляти кочовим населенням, переводять оранг-лаутів на осілий спосіб життя в постійних поселеннях. Зовнішній тиск веде до соціальної асиміляції, порушення територіальних прав, зміни вірувань та культурної ідентичності оранг-лаутів. Є групи, які покинули традиційний спосіб життя й асимілювалися в ширше суспільство, проте більшість все ще зберігає свою етнічну незалежність.

### Розселення
Сьогодні оранг-лаути розкидані по всьому архіпелагу Ріау-Лінга, вони живуть також на східному узбережжі Суматри та на великих островах Банка й Белітунг, розташованих на схід від Суматри та на південь від островів Лінга. До недавнього часу окремі групи оранг-лаутів мешкали уздовж північного узбережжя Сінгапуру, але тепер вони майже повністю асимільовані малайцями. Зберігаються окремі групи оранг-лаутів на південному узбережжі Малайського півострова, в межах малайзійського штату Джохор (селетари, канаки). Вони не підтримують зв'язків з індонезійськими оранг-лаутами, мають статус корінних народів (оранг-аслі) Півострівної Малайзії й фактично є окремими мікроетносами.
Оранг-лаути подорожують архіпелагом Ріау, який включає понад 3200 островів, розташованих від центральної частини східного узбережжя Суматри до Південно-Китайського моря. Деякі групи осіли на суходолі й живуть у хатинках, спеціально зведених для них державою вздовж узбережжя. Але періодично оранг-лаути знову сідають в свої сампани (човни) й вирушають усією сім'єю на промисли. Така подорож може тривати від однієї ночі до декількох місяців.
Острови Ріау є однією з провінцій Індонезії, вона приблизно відповідає території колишнього малайського султанату Ріау-Лінга. Ця область розташована поблизу екватора. Гарна й волога погода переважає протягом усього року. Температура протягом дня становить від 28 °C до 38 °C. Уночі буває трохи прохолодніше: 25-30 °C. Оранг-лаути поділяють рік на 4 сезони: північних вітрів (жовтень-січень), східних вітрів (лютий-травень), південних вітрів (червень-серпень) і західних вітрів (вересень). Мусони починаються наприкінці року, а сильні дощі продовжують іти протягом січня. Решту року, як правило, клімат сухий з періодичними опадами. Температура зростає в найгарячіший період, що триває з травня по серпень.
Не всі острови населені, не всі мають назви на карті. Це складне й заплутане місце для новачка. Місцеві жителі мають свої назви для цих островів. Іноді місце розташування та назви можуть відрізнятися між картами та свідченнями місцевих жителів. Поки люди не знайомі з цією територією, тут можна легко заблукати. Більшість островів не мають регулярного транспортного сполучення. Дістатися до них можна лише приватними риболовецькими човнами.
Населення островів складається з різних етнічних груп, що належать до різних релігійних конфесій. Більшість становлять малайці, крім них тут живуть яванці, китайці, бавеанці, мінангкабау, бутонці, буги, флоресці та інші вихідці з різних районів Індонезії. За віросповіданням переважають мусульмани, є також буддисти (етнічні китайці), християни. Тубільні групи оранг-лаутів становлять незначну меншість населення.

### Чисельність
У середині 1990-х років, за оцінками, налічувалось близько 5000 оранг-лаутів, це близько 1 % від загальної чисельності населення островів Ріау.
Загалом доступно дуже мало статистичних даних про чисельність оранг-лаутів. Так за даними DBMT (індонез. Direktorat Bina Masyarakat Terasing, підрозділ Соціального департаменту Індонезії) чисельність оранг-лаутів 1990 року становила 5402 особи, а 1994/95 року — 7179 осіб. Дані цієї установи за 1990 рік включали ще 3872 куала-лаути, а в 1994/95 році вони вже окремо не значились, можливо, були включені до складу оранг-лаутів. Соціальний Офіс (індонез. Kantor Sosial) в Танджунгпінанзі, адміністративному центрі островів Ріау, оцінив чисельність оранг-лаутів у 1993 році у 1757 чоловіків та 1652 жінки: разом 3409 осіб).
Ці цифри дуже суперечливі з кількох причин. Оранг-лаути постійно рухаються, а слабка система реєстрації народжень і смертей обумовлює неточності у визначенні їхньої чисельності. Фактично, не всі райони, де проживають оранг-лаути, навіть відомі урядовцям. Крім того, урядові чиновники вважають їх відсталими людьми, які є джерелом незручності для сучасної держави, а отже й навмисне занижують показники їхньої чисельності. Тому залишається невизначеним, скільки ж насправді сьогодні існує оранг-лаутів.

### Племінний поділ
Часто оранг-лаутів сприймають як один народ, але це не так. Вони складаються з безлічі пов'язаних і непов'язаних між собою локальних родових груп, які називають суку (індонез. Suku): мантанги (Orang Mantang, Suku Mantang), тамбуси (Orang Tambus, Suku Tambus), галанги (Orang Galang, Suku Galang), бароки (Orang Barok, Suku Barok), мапори (Orang Mapor, Suku Mapor) та багато інших. Інвентаризація всіх племен оранг-лаутів ніколи не була зроблена. Списки, складені різними авторами, різняться між собою. Об'єднання даних всіх джерел для створення повної картини всіх груп є нелегким завданням. Воно ускладнюється тим, що час від часу деякі групи змінювали місця свого проживання або модифікувалися. Багато їх вже асимілювалося в малайському суспільстві. Цей процес тривав століттями, й сьогодні етнографи зіштовхується з великим сузір'ям груп, розкиданих по всьому архіпелагу, які буває важко ідентифікувати. Неможливо скласти повний перелік груп оранг-лаутів й на підставі інформації, отриманої від них самих. Кожна з груп пропонує свій список, і ці списки не відповідають, навіть суперечать, один одному. Крім того, вияв ідентичності в оранг-лаутів зазвичай носить ситуативний характер. Частіше вони ідентифікують себе за певною територією, а не пов'язують з якимось народом чи племінною групою; часто люди можуть використовувати водночас кілька етнонімів. Дається взнаки й конкуренція груп у своїх ідентифікаційних претензіях.
Список складений Синтією Чоу (англ. Cynthia Chou) нараховує сорок п'ять різних територіальних угрупувань оранг-лаутів в межах архіпелагу Ріау, які, мабуть, все ще існують.
Ідентифікація оранг-лаутів зі своєю групою-кланом (суку) є дуже сильною. Дві групи можуть проживати зовсім поруч, але чітко усвідомлювати свою окремішність і всіляко підкреслювати її. Традиційних ієрархічних структур феодальної держави більше не існує, але кожна група намагається приєднатися до більш престижного суку й всіляко підкреслює свою перевагу над сусідами (іншими суку). «Чистота» є критерієм для зведення групових кордонів. Оранг-лаути зберігають свою генеалогію через усну традицію. При цьому генетично споріднені групи можуть займати різні острови та пристані по всьому архіпелагу.

### Мова
Оранг-лаути мають власну «мову моря» (малай. Bahasa Laut) або «мову народів моря» (малай. Bahasa Orang Laut) й пишаються цим. Кожна група (суку) часто має власний діалект. У конкретному регіоні оранг-лаути можуть користуватися місцевим діалектом, наприклад, галанзькою мовою (малай. Bahasa Galang) на островах Телук-Ніпа та Нанга, розташованих біля більшого острова Галанг. Наскільки носії цих діалектів розуміють один одного, залежить від стосунків між окремими групами. Групи-конкуренти часто заявляють, що не розуміють мови один одного.
Ґрунтовні дослідження мови оранг-лаутів відсутні. Більшість дослідників уважає її тісно пов'язаною з ріау-малайською мовою (англ. Riau Malay), розмовним діалектом, що ліг в основу літературних малайської та індонезійської мов. Загалом у мовах, якими говорять оранг-лаути, немає якихось екзотичних утворень, вони досить добре вписуються в рамки більш широкої мережі малайських діалектів регіону. Проте часто підкреслюється й наявність суттєвих відмінностей. Все врешті впирається у відсутність адекватних досліджень.
Місцеві малайці сприймають мову оранг-лаутів як незрозумілу, іншу мову (малай. Bahasa lain). Проте це сприйняття значною мірою пов'язане з престижем дотримання чистоти власної справжньої малайської мови (малай. Bahasa Melayu). Вміння оранг-лаутів говорити малайською вони розглядають як крок у напрямку стати чистими малайцями.
В архіпелазі Ріау розмовна мова часто є мішаниною різних мов та діалектів. Поєднання індонезійської (індонез. Bahasa Indonesia) та малайської мов, є найпоширенішим. Ці дві мови лінгвістично тісно пов'язані між собою, відмінності між ними носять політичний характер: одна з них є національною мовою Республіки Індонезія, інша — мовою більш широкого малайського світу, що поширюється далеко за межі країни. Малайською розмовляють малайці в Сінгапурі, Малайзії та Брунеї. Багато оранг-лаутів володіє обома цими мовами.
Ріау-малайська мова (малайська з місцевими особливостями) широко використовується в Ріау. Розрізняють 2 її основні діалекти: діалект архіпелагу Ріау (поділяється на 18 субдіалектів) та материковий діалект Суматри (поділяється на 13 субдіалектів).
Рухливість оранг-лаутів породжує контакти з іншими етнічними спільнотами, що дозволяє багатьом із них стати справді багатомовними. Зазвичай вони використовують суміш ріау-малайської, мови оранг-лаутів та місцевих діалектів китайської мови, переважно південноміньського. У конкретній ситуації їхня мова часто становить поєднання й комбінацію різних мов і діалектів. Оскільки кожен суку займає певну територію, його члени часто говорять загальною для цієї території говіркою. Деякі з оранг-лаутів завдяки своїм тісним стосункам з китайськими посередниками також вільно володіють китайською мовою.

## Релігія
Хоча частина оранг-лаутів вважається мусульманами або християнами, більшість залишається прибічниками традиційних анімістичних вірувань. Вірування і переконання оранг-лаутів тісно пов'язані з природним середовищем, яке вони сприймають як живий організм, населений численними духами. Існують духи моря (hantu laut) та духи землі (hantu darat). Raja Hantu Laut (Цар духів моря) панує над усім морським світом, а ще є жіночий дух моря, «мати» всього, що є в морі. Ця пара має своїх послідовників (anak buah, духи-діти). Серед останніх не існує ієрархії. Стосунки між духами подібні до людських, діти постійно граються й бешкетують, можуть викликати біду.
Духи, за уявами оранг-лаутів, безсмертні, вони мають нестійкий характер, можуть мати чоловічу або жіночу стать, бути старими або молодими, можуть мати людську або тваринну подобу, бути гарними, білими, з червоними очима, з довгим волоссям та зубами, лютими, сердитими тощо, можуть бути видимими (у вигляді привидів) або невидимими. Якщо людині пощастить, вона може випадково зустріти морського духа й матиме можливість висловити йому своє прохання. Деякі духи можуть відчувати потяг до людей певної статі, яких вони іноді намагаються викрасти. Для інших духів, пов'язаних із природними явищами, такими як веселка або грім і блискавка, стать не має значення.
Оранг-лаути вважають, що землі та морські території належать духам і керуються ними. Якщо хтось навмисно чи ненавмисно потурбує духів, ті будуть розгнівані, й злочинець буде суворо покараний, можливо, навіть і смертю. Для підтримання гармонії в світі потрібно мати добрі стосунки з духами, шанувати їх. Особливо шанують духів моря, з чим пов'язано безліч заборон.
Оранг-лаути не відчувають межі між релігією та економікою. Виходячи в море рибалити, вони вважають за необхідне встановити духовний зв'язок з морським світом, з духами, які керують відповідними територіями. Успіх експедиції залежить від примх володарів морського світу. Здобич не може бути просто зібрана, зловлена або вбита, на все має бути дозвіл місцевих духів. Оранг-лаути вважають, що їхня безпека та успіх будь-якої діяльності на морі цілковито залежать від морських духів. Гарний улов риби може бути отриманий лише завдяки допомозі морських духів. Так само, бідний улов свідчить про те, що духи не бажають виконувати прохання людей.
Морські духи переважно є «злом», але якщо їх добре шанують і «годують» (piara), вони віддячать добром, любитимуть людей і допомагатимуть їм. Оранг-лаути не можуть безпосередньо спілкуватися з духами, тому вдаються до заклинань. Вони вважають, що отриманий улов повністю залежить від дотримання встановлених ритуальних заходів. Перш, ніж вирушити у море, завжди запитують дозволу в морських духів, просять дати улов, обіцяють годувати їх, задовольняти їхні побажання. Духам приносять жертви («годують»), зазвичай пропонують рис, цигарки, яйця, які просто кидають у воду або ж викладають на скелях, що виступають із води й уважаються домівкою духів. Крім того люди повинні викупатись, щоб повідомити духам запах свого тіла й ті не забрали душі людей. Після кожної успішної риболовлі потрібно знову промовити заклинання й принести жертви духам. Щоб задобрити духів, для них також влаштовують релігійні свята-кендурі (kenduri), під час яких пропонують їм харчі.
Небезпечні ділянки моря уважаються домівкою духів. Люди ставляться до них зі страхом та повагою. Такі місця намагаються уникати, а якщо не виходить, пропливають їх мовчки й не оглядаються назад, щоб не образити духів. Духи землі, як уважають, живуть далі від узбережжя, переважно в лісах. Ці місця також намагаються по можливості оминати. Оранг-лаути вірять, що нехтування чи образа морських духів приводить до фатальних наслідків, обурені духи не лише завдають людям шкоди, а й викрадають душі людей, і тоді ті хворіють і помирають. Духи можуть знищити навіть цілі села. Тому оранг-лаути пропонують морським духам все, що вони просять (про свої бажання духи «сповіщають» людей через сни).
Оранг-лаути мають своїх спеціалістів зі спілкування з духами — дукунів (dukun, шаманів). Дукуни, як правило чоловіки, володіють складними процедурами ворожіння й уважаються фахівцями з використання магії, або, як її тут називають, ілму — знання, отримані зі світу духів. Дукуни не мають монополії на володіння ілму, кожен з оранг-лаутів дізнається про прості методи щоденного використання магії: вони знають заклинання, які підвищують ефект дії лікарських трав, потрібні для умилостивлення духів, передбачаються правилами принесення жертв духам, забезпечують хороший улов, викликають душі предків під час виконання поминальної церемонії тощо. Проте вважається, що магія дукунів є більш ефективною, а їхні здібності спілкуватися з надприродними силами особливими. Бувають випадки, коли громада оранг-лаутів закликає свого дукуна звернутися до духів-охоронців про допомогу для всієї громади. Ще однією категорію людей, що спеціалізуються на використанні магії, є бомо (bomoh, знахарі, цілителі).
Ілму займає центральне місце в житті оранг-лаутів. Вони вважають, що магія контролює кожен аспект існування людини, й застосовують своє ілму в багатьох сферах життя. Оранг-лаути ніколи не говорять, що володіють ілму як необхідним аспектом риболовлі, але свої досягнення та успіхи, здатність отримати хороший улов риби або вполювати більше черепах, крокодилів та інших морських та мангрових тварин вони розглядають як свідчення гарних стосунків з духами та сили свого ілму. Через ілму оранг-лаути встановлюють зв'язок з духами, які контролюють морський світ. Цей зв'язок опосередковано є адопцією духів, вони «годують» їх і піклуються про них, щоб подружитися з духами. Володіння ілму також дозволяє оранг-лаутам діагностувати та лікувати різні хвороби, захищати вагітність та виходити новонародженим, будувати хати, контролювати морський світ і вітри, полювати й збирати продовольчі ресурси в джунглях тощо.
Ілму набувають в ході спеціального навчання, щось на кшталт індивідуальної «шкільної» освіти. Вчителями можуть бути не тільки дукуни, а й будь-хто з батьків, родичів, навіть хтось із іншої громади. Навчання триває кілька місяців і проходить у глибокій таємниці. Ніхто не має підслухати цей процес, щоб не заволодіти ілму з можливістю його використати на шкоду людям або собі. Учень постійно дає клятву не розголошувати набуті знання. Окрім вивчення заклинань слід засвоїти ще умови, за яких вони діють, наприклад, у певний час дня або за певного положення сонця. Заклинання будуть неповними без маніпуляцій з певними матеріальними об'єктами, тільки тоді вони стануть ефективними. Не всім підвладні певні заклинання. Після закінчення навчання учень проходить спеціальний обряд посвячення й лише після цього отримує від учителя право на використання переданого йому ілму. Тільки гідні й готові до цього люди можуть отримати ілму.
Оранг-лаути вихваляються своєю магічною силою, тим, що володіють найпотужнішим ілму. Вони вважають, що, встановлюючи зв'язок із духами, здатні отримувати духовну владу та контроль над іншими людьми, тваринами, подіями, речами та навколишнім середовищем. Оранг-лаути навіть намагаються впливати на духів так, як і на душі людей.
Душу (внутрішню сутність) людини оранг-лаути називають семангат (semangat) і руг (ruh або roh). Другий термін зазвичай використовується, коли йдеться про душі померлих. Люди вважають, що душі руг постійно присутні серед них, з ними «спілкуються» уві сні, а іноді вони з'являються й наяву в образі привида. Термін семангат більш загальний. Коли духи «нападають» на людину, вони не чіпають її фізичну форму (плоть), вони забирають її душу (семангат). Ознаками «втрати душі» є втрата пам'яті, плутанина в мові, нездатність упізнати близьких людей. «Викрадення душі» залишає людину без самоконтролю, робить тіло вразливими для входження до нього злих духів, вона впадає в безумство, може захворіти й навіть померти. З метою запобігання «викраденню» семангат оранг-лаути використовують спеціальні заклинання, які мають заспокоїти або залякати духів.
Оранг-лаути стверджують, що володіння ілму дозволяє їм захоплювати, підкорювати та шкодити внутрішній сутності (семангат) інших людей. Заклинання спрямовані на контроль над душею, вони містять прохання, накази або погрози з метою переконати або примусити внутрішню сутність іншої людини до повного підпорядкування магу. Є любовні заклинання, спрямовані на те, щоб привабити людину, зробити так, щоб та закохалася. Існують заклинання, спрямовані проти ворогів. Вони настільки сильні, що дозволяють керувати людиною, можуть навіть привести її до божевілля й самогубства.
На переконання оранг-лаутів знання та предмети здатні мати спільну ідентичність з їхнім власником, відповідно існує нерозривний зв'язок між ними. Якщо завдати шкоди речі, це зашкодить і її власникові. Стосується це не всіх речей, а лише «усиновлених» (адоптованих). Це може бути човен, рибальське спорядження, хата тощо. Ставлення до адоптованих речей є схожим зі ставленням до людей. Про них піклуються, роблять над ними заклинання, «наділяючи» їх у такий спосіб надприродними силами. Щоб отримати гарний улов риби та врожай морепродуктів, човен «годують» — в його передній та задній частині кладуть рис, горіхи та інші пропозиції. Подібним є ставлення до житла. По закінченні будівництва хати промовляють спеціальні заклинання й у чотирьох верхніх кутах кладуть дарунки: рис, горіхи, яйця. «Годують» також садки, ставлячи в кутах дарунки: зерна чорного, жовтого та червоного рису. Такий садок, на їхні переконання, сам уб'є зловмисника, який вдереться до нього. Існують різні табу, пов'язані з адоптованими речами. Адоптовані речі можна дарувати або обмінювати лише в межах власної групи, їх не можна віддавати стороннім. Віра в духів, які перебувають в речах, пояснює також той факт, що оранг-лаути з підозрою ставляться до речей, отриманих від представників інших народів або груп. При першій ліпшій нагоді вони намагаються позбавитися їх.
Є ще одна категорія особливих речей — реліквії. Це може бути пасмо волосся, музичний інструмент, місцевий хвилястий кинджал із заточеним з двох боків лезом (керис), морська раковина, особливої форми камінь тощо. Як уважають, реліквії наділені надприродною силою. В цьому й полягає їхня цінність, вважається, що вони захищають людей. Реліквії не обмінюють, навпаки, бережуть і ховають від сторонніх. Ці речі успадковуються членами родини, й таким чином вони встановлюють нерозривний зв'язок між поколіннями. Цінність реліквій з часом постійно зростає; що довше річ перебуває у власності родини, то коштовнішою вона стає, тим більшої магічної сили набуває. Оранг-лаути вірять у надприродні властивості реліквій. Якщо занурити реліквію у воду, вода стає цілющою. Випивши таку воду, можна позбавитись головного болю або болю у спині, нейтралізувати отруту, що потрапила в організм. Купання в такій воді зміцнює шлюб. Оранг-лаути вірять, що морські раковини з відполірованою поверхнею містять потужні магічні сили, які можуть поліпшувати зір; тому вони століттями натирають такі раковини. Існує градація речей за їхньою надприродною силою.
Малайці дорікають оранг-лаутам за невизначеність їхньої релігії, що вони не є прихильниками єдиного Бога, як того вимагає іслам, і все ще вірують у духів. Іслам у регіоні часто асоціюється з належністю до малайської громади, прийняти іслам для оранг-лаутів означає фактично стати малайцем. Мусульманські місіонери намагаються ісламізувати оранг-лаутів. В оранг-лаутських селах будують школи та мечеті. Держава також вимагає від оранг-лаутів прийняти одну з офіційно визнаних у країні релігій, не обов'язково це має бути іслам. Раніше, щоб стати мусульманином, достатньо було заявити про свою віру. Однак в останні роки це дедалі більше стає питанням самосвідомості. Мусульманами в Індонезії бути вигідно через домінуючий статус цієї громади в країні. Бути мусульманином означає стати частиною сучасності, це образ успішної модернізації, тоді як невірні або люди без релігії розглядаються як темні й неосвічені.
Оранг-лаути прийняли певні аспекти малайської ідеології у власну систему соціальної організації, але вони роблять це вибірково. Головною проблемою для них є те, що приймаючи іслам, вони мають відмовитись від свинини. Оранг-лаути усвідомлюють можливість вибору альтернативних релігій, які також визнані державою. Католицизм та протестантизм — це два найпопулярніші альтернативні варіанти віросповідання серед оранг-лаутів. Оранг-лаути-християни відчувають свою причетність до світової релігії, центру, більш потужного, ніж малайці. Є серед них також прибічники китайської релігії.
Особи, що прийняли якусь офіційну релігією певною мірою протистоять решті оранг-лаутів, які визначають всі ці релігії як зло. Однак віросповідання не є етнічним маркером для оранг-лаутів, релігію вони сприймають не дуже серйозно. До одного племені (суку) часто належать прибічники різних релігій.

## Історія

### Походження та рання історія
Оранг-лаути є корінними жителями островів Ріау. Існує думка, що їхніми предками були племена, що кочували суходолом. Громади, здатні до мореплавства, були зафіксовані в регіоні ще три тисячі років тому. 1500 років тому згадки про морських кочовиків у Південно-Східній Азії з'явилися в китайських та арабських письмових джерелах.
Історично архіпелаг Ріау був важливою ланкою в торгівлі між Індією, Південно-Східною Азією та Китаєм. Ниточка торговельного шляху пролягала тут через численні протоки, цей шлях є небезпечним для кораблів, переповнений підступними мілинами. Оранг-лаути мали незаперечну репутацію експертів-мореплавців, які могли швидко пройти через складний лабіринт вузьких проток між островами. Вони домінували на морі в регіоні та були дуже жорстокими піратами, яких боялися моряки. Рухаючись у своїх вітрильних човнах уздовж узбережжя Суматри, вони мали глибокі знання про східне й західне узбережжя Малайського півострова. Торговці мусили сплачувати оранг-лаутам «мито» за безпечний прохід архіпелагом.
Історично та культурно, архіпелаг Ріау був і залишається важливою частиною Малайського світу (Алам Мелаю, малай. Alam Melayu) з його генеалогічно пов'язаними династіями правителів. Малайська цивілізація постала на морській торгівлі, а оранг-лаути відігравали ключову роль в історії регіону, забезпечуючи дотримання панування над морем. Тому не дивно, що всі відомі в історії малайські держави, від Шривіджаї та Мелаю до Малакки та Джохора, не могли б існувати без своїх вірних підданих — оранг-лаутів. Їхня лояльність визначали підйоми або падіння правителів.
У VII—XI ст. оранг-лаути виконували функції військово-морського флоту Шривіджаї, охороняли судноплавство на підвладних їй територіях, забезпечували контроль над портами. Вони примушували використовувати лише дозволені торгові порти й карали порушників встановленого морського права. Лише кораблі, супроводжувані флотом правителя Шривіджаї, могли прямувати своїм шляхом, інші, що прагнули уникати сплати мита на користь правителя, знищувалися піратами-оранг-лаутами. Екіпаж кораблів-порушників вбивали, а товари конфісковували. Крім того, оранг-лаути збирали важливі для торгівлі морські продукти та виконували інші обов'язки на користь правителя, перебуваючи з ним у відносинах патрон-клієнт. Архівні джерела чітко показують, що саме оранг-лаути зіграли визначальну роль у військових успіхах правителів цієї Шривіджаї. Їхня абсолютна відданість правителю пояснюється вірою в його божественні та надприродні якості.

### Оранг-лаути в малайській державі
Особливі стосунки між оранг-лаутами та малайцями припинилися після занепаду Шривіджаї в XI ст. з подальшим встановленням на території Суматри влади яванського Маджапагіту. Вони були відновлені наприкінці XIV ст., коли принц Парамешвара відмовився від посади яванського намісника й проголосив незалежність власної держави, як спадкоємиці Шривіджаї. Зазнавши поразки від армії Маджапагіту, Парамешвара знайшов собі притулок на острові Бінтан, найбільшому з островів Ріау, який перебував під контролем оранг-лаутів. Походження Парамешвари від старої династії Шривіджаї забезпечило йому відданість морських кочівників. Правителька Бінтану урочисто зустріла спадкоємця правителів Шривіджаї й забезпечила його військовою силою. Парамешвара одружився з дочкою правительки, чим ще більше заручився лояльністю оранг-лаутів. Проте Парамешвара не схотів лишатися на Бінтані й шукав нової столиці для своєї держави. Ним став острів Темасек, сучасний Сінгапур. Бінтан протягом 1390-х років лишався союзником Парамешвари. Найперший опис оранг-лаутів, ймовірно, був зроблений в XIV ст. китайським мандрівником Ван Даюанєм (кит.: 汪大渊, англ. Wang Dayuan), який описував жителів Темасеку у своїй роботі Daoyi Zhilüe.
Коли яванці вигнали Парамешвару і з Сінгапуру, той знову змушений був тікати, й знову на допомогу прийшли оранг-лаути. За сприяння морських кочівників на Малайському півострові 1398 року була заснована нова малайська держава з центром у місті Малакка, яка й стала центром відродження традицій Шривіджаї. 1400 року Парамешвара прийняв іслам і під ім'ям Іскандар Шах став засновником Малаккського султанату.

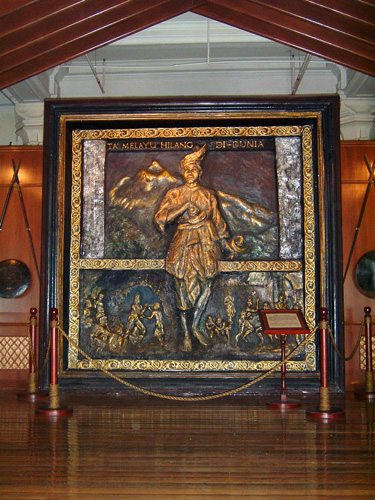
Бронзове панно із зображенням Ганг Туа в Національному музеї Малайзії.

Оранг-лаути служили малайським правителям з глибокою відданістю й, відповідно, мали високий статус у державі. Історичні записи свідчать, що вони займали високі позиції при дворі. Зокрема, оранг-лаути отримали найважливішу не-королівську посаду в державі — бендагара (малай. Bendahara). Існувала традиція, коли володарі Малакки одружувалися з дочками бендагари. Найвідоміший адмірал (лаксамана, малай. Laksamana) Малакки Ганг Туа (малай. Hang Tuah) також був оранг-лаутом. Така ситуація забезпечувала лояльність морських кочівників, особливо необхідну в умовах постійної небезпеки Малацці з боку Маджапагіту та тайської Аютаї. Протягом усього XVI та першої третини XVII століття Малайська держава перебувала під тиском постійних зазіхань з боку португальців та ачинців. Проте вона завжди могла спертися на підтримку оранг-лаутів.
Португальці зазнавали великих збитків, коли стикалися зі збройною силою оранг-лаутів, що захищали Малакку та її малайського правителя. В джерелах XVI—XIX ст. оранг-лаути з Малаккської протоки були знані як оранг-селати (малай. Orang Selat) або «люди протоки», а ще Celates або Selates, як називали їх португальці. Європейці сприймали дії оранг-лаутів як піратство й відповідно сформували негативне ставлення до них. Їх вважали низькими й підлими, брудними й неотесаними людьми, язичниками. Насправді ж напади оранг-лаутів ініціювалися й відбувалися за підтримки малайських правителів, вони мали забезпечити стабільну й успішну торговельну діяльність малайських портів. Тому рейдерська діяльність оранг-лаутів вважалася малайцями не тільки законною, але й дуже шанувалася. Оранг-лаути мали відсоток від здобутого, а їхні відважні лідери отримували чини та звання й включалися в офіційну ієрархію малайської влади.
Врешті 1511 року Малакка була захоплена португальцями. Султан Махмуд Шах отримав притулок в оранг-лаутів на острові Бінтан, а згодом зміг відновити малайську державу з центром у Джохорі. Члени владної династії нового султанату були нащадками династії Шривіджаї, й це забезпечувало їм підтримку оранг-лаутів. Таке партнерство обумовило розквіт Джохору в XVII ст. Регіональна й міжнародна торгівля процвітала, особливо в період між 1641 та 1699 роками, головним чином з двох причин, пов'язаних із оранг-лаутами. По-перше, завдяки своїй рейдерській діяльності вони водночас були й постачальнками рабів на продаж. По-друге, як і їхні предки, оранг-лаути охороняли й патрулювали морські шляхи, захищаючи торгівлю малайського султана. Порти під контролем оранг-лаутів процвітали завдяки постійному зростанню торгівлі. Їхня інфраструктура вдосконалювалися, а оранг-лаути захищали від можливих нападів з боку Джамбі та Голландії. Іншою постійною загрозою, з якою стикалися малайські правителі, була влада та вплив оранг-кая (малай. Orang Kaya), малайської шляхти. Ті мали власні військові загони, яким султан міг протиставити армію, складену переважно з оранг-лаутів.
В обмін на послуги та вірність оранг-лаутів малайські правителі надали їм патронат та захист, що узаконило їхні торгові мародерства та набіги. Малайські правителі визнавали річки, протоки й острови на схід від Суматри територіями оранг-лаутів. Оранг-лаути отримали простір та можливість розробляти нові джерела харчування. Союз із султаном також захищав їх від багатьох навколишніх загроз, а саме зазіхань з боку конкуруючих центрів влади, й навіть від власного суперництва між групами.
У султанаті Джохор у XVII ст. оранг-лаути виконували ті ж самі функції, що й у Шривіджаї до XIV ст. Вони належали до шару васалів (малай. Orang Kerahan). Їхні феодальні обов'язки полягали в постачанні правителю цінних продуктів, які були потрібні для міжнародної торгівлі, особливо з Китаєм: трепанги (морські огірки), перли, їстівні водорості, панцир морських черепах бісса, пташині гнізда тощо.

### Племена оранг-лаутів у султанаті Джохор-Ріау
У XVI ст., за часів султанату Джохор, зв'язки оранг-лаутів з правителем малайської держави були формалізовані. Вони отримали особливий політичний статус підданих (малай. Rakyat), тому їх називали Orang Rakyat (піддані), Rakyat Johor (піддані Джохору) або Rakyat Laut (морські піддані). Оранг-лаути були звільнені від сплати податків, натомість мали виконувати повинності (малай. Kerahan) на користь правителя. Групи, які були важливими для держави, були реорганізовані в суку (малай. Suku) або племена, структури, подібні до кастових, кожна з яких була пов'язана з покладеними на неї обов'язками. Суку відрізнялися за розміром, статусом та впливом. Статус та влада визначалися розмірами суку та його здатністю зміцнювати політичне й економічне становище султана. Ті, хто приєднався до центрів влади в малайській державі, займали політичні посади. Часто такі суку були також більшими та краще організованими через те, що були пов'язані з великими островами, стратегічно розташованими уздовж головних морських торговельних шляхів. Вони займали вищу позицію та статус серед інших груп, але водночас піддавалися більш жорсткому контролю з боку центральної влади. І навпаки, суку, що жили далі від центрів влади, були нижчими за рангом та статусом, але вони зберігали більшу автономію. Деякі з них навіть не вважалися підданими, і тому були відносно вільними, щоб вести набагато самостійніше життя.
Кожне плем'я займало певну територію. Оранг-лаути завжди жили в морі, вони були поруч, але далеко від палацу султана. Тому, лишаючись корінними народами, вони перебували на політичній периферії держави. Коли оранг-лаути були потрібні, їх запрошували до султана для виконання відповідних робіт. Вони мали забезпечувати особистий комфорт та добробут правителя. Кожного разу, коли група відгукувалась на заклик султана, вона отримувала їжу та подарунки. Ці виняткові стосунки та участь у справах малайського двору призвели до глибокого занурення оранг-лаутів у складний політико-соціальний лад Малайського світу. Це мало значний вплив на їхню ідентичність та спосіб життя.
Трьома групами (суку) з найвищим статусом були далами (Suku Orang Dalam), бінтани (Suku Bintan) та мепари (Suku Mepar). Далами («люди королівського двору», «придворні»), як вважається, стали дворянами при дворі султана Джохору. Бінтани становили ядро оранг-лаутів, вони забезпечували морську силу та процвітання малайської держави ще за династії Шривіджая. Під час верховенства Маджапагіта приблизно в 1400 році вони утворили владний клас островів Ріау. У султанаті Малакка бінтани за свою абсолютну відданість були нагороджені найвищими званнями бендагара (великий візир) та лаксамана (адмірал). Мепари традиційно вважалися нащадками королівської сім'ї Тренгану, вони правили островами Лінгга. Важливу місію з транспортування послів та передачі королівських послань іноземним правителям і сановникам було довірено лише мепарам.
Наступними за престижем трьома групами були галанги (Suku Galang), секанаки (Suku Sekanak) і гелами (Suku Gelam). Галанги серед них стояли найвище, вони мали близькі зв'язки зі шляхетними даламами, коли ті були поселені малайськими султанами на острові Галанг, щоб керувати морськими людьми (оранг-лаутами). Проте, попри близьку взаємодію з аристократами, ієрархічна відстань між галангами та трьома найвищими групами була значною. Галанги були великою групою, яка займала значну територію архіпелагу й незмінно панували над іншими групами. Галанги, за завданням султана, контролювали морську смугу й робили це з такою жорстокістю, що багато західних джерел початку XIX ст. називали їх піратами. Жінкам цієї групи було доручено збирати та готувати морські огірки, галанги також займалися будівництвом човнів.
Крім вже названих груп, до лав армії султана входили буланги (Suku Bulang), посіки (Suku Posik) і суґі (Suku Sugi). Всі ці групи були особливо лояльними до султана й слухняно здійснювали експедиції в інтересах правителя. З числа талановитих і вірних оранг-лаутів призначалися офіцери. Під час війни та миру ладі (Suku Ladi), гелами, секанаки, суґі, клонги (Suku Klong), тронги (Suku Trong), моро (Suku Moro), мантанги (Suku Mantang) і тамбуси (Suku Tambus) служили гребцями для членів родини султана. Окрім служби гребцями, гелами надавали човни, а ладі забезпечували охорону керівників, постачали деревину для будівництва будинків і складів, надавали столярні послуги, рубали дрова для вогнища. Збирання ебенового та алойного дерева було завданням теміангів (Suku Temiang), моро, пекаків (Suku Pekaka) і суґі. Кілька інших груп служили на королівській кухні. Нани (Suku Nan) забезпечували її прісною водою та дровами, касу (Suku Kasu, Suku Selat), тронги, суґі та моро збирали їстівні морські водорості для королівського споживання, буту (Suku Butu) постачали саго.
На дні групової ієрархії перебували племена мантангів і тамбусів. Мантанги стояли трохи вище за тамбусів, хоча їм було призначене низьке завдання з ткання килимків, вони також виконували більш респектабельну роль: працювали ковалями й виготовляли для султана зброю. Тамбуси виконували роботу найнижчого ґатунку: доглядали за мисливськими собаками правителя. Раніше вони також служили султану як гребці, але наприкінці XIX ст. цей обов'язок для них скасували. Тамбуси жили в човнах і не мали постійного житла. Їх вважали за дрібних піратів, яких зневажали всі інші племена (суку) оранг-лаутів.
Окрім забезпечення матеріальними потребами малайського двору, також було визначено кілька груп, які надавали розваги для королівських урочистостей (співи, танці, музика). Селетари (Orang Suku Seletar) все ще пам'ятають, що вони збирали для султана Джохору лісові та мангрові продукти, а також супроводжували його на полюванні.
Система соціального рейтингу, що існувала в малайському суспільстві в період султанату Джохор-Ріау, продовжує пронизувати міжгрупові відносини серед оранг-лаутів й сьогодні. Чистота «малайськості» є критерієм для зведення групових кордонів.

### Занепад
Роль оранг-лаутів у малайській історії почала спадати після подій у Джохорі кінця XVII ст. В ході протиборства між різними політичними угрупуваннями було здійснено вбивство малолітнього формального володаря престолу, і владна династія Джохору раптово припинилася. Узурпатор бендагара проголосив себе султаном. Смерть останнього султана підірвала довготривалу віру народу в святість володаря й беззаперечну вірність йому. Значна частина населення султанату, серед них й оранг-лаути, сумнівалася в легітимності нового правителя. Останній знайшов собі підтримку в бугів, вихідців з південного заходу Сулавесі, висококваліфікованих воїнів та моряків.
Таким чином, особливі стосунки між султаном та оранг-лаутами, засновані на історичних та міфологічних зв'язках, обірвалися. Це призвело до децентралізації оранглаутського суспільства, їхні суку стали більш самостійними. Різні групи оранг-лаутів визнавали владу різних малайських лідерів. Це призвело до збільшення непідконтрольного рейдерства, наприклад, оранг-кая тепер могли наймати оранг-лаутів й організовувати власні рейдерські експедиції. Зміцнення політичних та економічних позицій бугів у султанаті Ріау призвело до занепаду оранг-лаутів як військової сили. Навігаційні й бойові навички бугів зробили оранг-лаутів зайвими в очах місцевих володарів.
Вже починаючи із XVI ст. торгівлю й політичну владу в регіоні почали брати під свій контроль європейські колонізатори, водночас відсуваючи на другий план місцевих правителів. Першими були португальці, які захопили Малакку. Наступ Сіаму з півночі змусив султана Джохору перемістити свою столицю на острови Ріау. У XVIII ст. прийшли голландці, за ними британці. Позиції султанату Ріау в регіоні помітно ослабли через голландську присутність. Хоча формально країна лишалася незалежною, діяльність султана перебувала під контролем голландського резидента. Політична ситуація в регіоні змінилася із заснуванням англійцями Сінгапуру в 1819 р., підписанням англо-голландської угоди 1824 р. та поступовим насаджуванням колоніального режиму управління. За угодою 1824 року султанат Ріау втратив частину своєї території та був поділений на британську та голландську зони. Британська сфера впливу охоплювала Малайський півострів, Сінгапур та прилеглі острови, а голландська включала архіпелаг Ріау-Лінга, східну Суматру та острови Туджу. Британський Сінгапур перебрав на себе більшу частину торгівлі, яка раніше йшла через Ріау.
У XIX ст. представники малайського владного класу, які втратили свої посади, вдалися до піратства як прибуткового бізнесу. Силами оранг-лаутів вони здійснювали рейдерські атаки в районі протоки Малакка. Найбільше відзначилися в цьому плані галанги. Англійці та голландці сприймали це як ескалацію піратства, а оранг-лаутів як злочинців, піратів і грабіжників. Таке ставлення мало для оранг-лаутів серйозні наслідки. Спільними зусиллями британці та голландці розпочали антипіратську кампанію. З одного боку, здійснювався тиск на малайських правителів, щоб вони вгамували своїх підданих. З іншого боку, військові судна європейців атакували піратські човни, звинувачених у піратстві оранг-лаутів судили як злочинців за європейськими законами. Врешті, антипіратська кампанія принесла успіх, була забезпечена безпека міжнародної торгівлі, що пролягала через регіон. Якщо раніше саме оранг-лаути забезпечували владу над островами, то тепер британці й англійці зайнялися демаркацією регіону, а влада малайських султанів стала обмежуватись осілим населенням (ракьят, малай. Rakyat).
Оранг-лаути послідовно заперечували правила, встановлені колонізаторами й фактично ніколи не визнавали їхнього суверенітету над Малайським світом. Врешті це спрямувало їх на шлях маргіналізації. В порівнянні з малайцями, жителями суходолу, кочові оранг-лаути розглядалися європейцями як варварські й менш цивілізовані групи населення. Крім піратства, їм закидали відсутність релігії, життя в човнах. Англійці та голландці здійснювали тиск на оранг-лаутів, спрямований на відмову від нецивілізованого кочового способу життя на морі та асиміляцію з осілою та більш прогресивною малайською громадою. Спадщина європейських колонізаторів у формуванні негативного сприйняття оранг-лаутів відчувається в ставленні до них з боку інших громад і в наші дні. За іронією долі, найсуворіший остракізм, з яким сьогодні стикаються оранг-лаути, виходить від малайців, які зобов'язані оранг-лаутам своєю державністю. Поділ між малайцями та оранг-лаутами посилив відмінний спосіб життя двох громад. Оранг-лаути, повернувшись у човни, відійшли від ісламу, релігії, що стала одним із стовпів малайської ідентичності. Між малайською та оранг-лаутськими громадами було посіяне насіння взаємної неприязні й ворожості.
Зі становленням колоніального режиму традиційна організація оранг-лаутів розпалась, вони сформували маргіналізовану та зневажену верству на периферії малайського суспільства. Якщо раніше малайські правителі мали переваги від того, що оранг-лаути були на їхньому боці, то тепер, усвідомлюючи обмеженість підвладної їм територій, вони намагалися включити племінне населення до складу своїх підданих (ракьят). Це привело до швидкої детрибалізації населення. З часом суку оранг-лаутів, які тісно контактували з малайцями, зазнали асиміляції. Сьогодні їхній спосіб життя та звичаї не сильно відрізняються від малайських. Інші суку, які з минулих часів жили далеко від центрів влади, не були асимільовані й досі зберігають свої культурні особливості, залишаючись географічно периферійними та соціально маргінальними групами населення. Після розпаду традиційної структури влади багато груп оранг-лаутів зникло або змінило свої ролі, щоб вижити. Кожна з груп груп адаптувалися по-різному. Наприклад, коли англійці заснували Сінгапур, місцеві каланги (Suku Kallang) успішно знайшли себе як гребці човнів, що перевозили пасажирів між кораблями, які стояли на якорях, та портом. Вони виготовляли також обгортки для цигарок із пальмового листя, здійснювали пасажирські перевезення човнами та збирали деревину. Селати (Suku Selat), які жили в протоках на північ та південь від Сінгапуру й раніше постачали їстівні водорості до двору султана, тепер торгували рибою та фруктами з кораблями, що проходили повз, а також грабували судна, що сідали на мілину. Канаки (Suku Kanaq) переселилися з острова Секанак на Малайський півострів, вони живуть тепер на суходолі й зобов'язані своїм існуванням турботі й патронату султана Джохору.

### В незалежній Індонезії
Архіпелаг Ріау-Лінга, основний район розселення оранг-лаутів, був однією з останніх областей, які перейшли під безпосередню владу Нідерландської Ост-Індії. Лише в 1911 році голландці змусили тодішнього султана Ріау-Лінга Абдула Рахмана (Abdul Rahman II) зректися престолу й приєднали землі його держави до своїх володінь у Південно-Східній Азії, що згодом стали Індонезією. Період японської окупації оранг-лаути згадують як найстрашніші й найважчі часи в їхній історії. Такі самі спогади лишилися й у місцевих китайців та малайців. Тоді всі місцеві народи пройшли через страждання. Район Ріау-Лінга мав периферійний статус в складі Нідерландської Ост-Індії, навіть новину про проголошення незалежності Індонезії 1945 року він отримав одним із останніх. Сталося це лише 1950 року, коли провінція нарешті опинилася під безпосереднім управлінням уряду нової країни. Протягом перших десятиліть у складі незалежної Індонезії архіпелаг Ріау ще сильніше перетворювався на периферійний регіон.
До початку 70-х років нехтувався й економічний розвиток району. Але згодом ситуація стала швидко змінюватись. Розташований поряд із Сінгапуром острів Батам 1970 року був визначений районом пріоритетного економічного розвитку. 1990 року ця політика поширилась на всю північну частину архіпелагу. Наприкінці грудня 1989 року було започатковано міжнародний проєкт, відомий під назвою Трикутник зростання (англ. Growth Triangle). Проєкт передбачає тісне економічне співробітництво Сінгапуру, Малайзії та Індонезії на території, що включає весь Сінгапур, малайзійський штат Джохор та індонезійську провінцію Острови Ріау. Відбуваються процеси швидкої економічної та технологічної модернізації, які зачіпають такі галузі як рибальство, сільське господарство та видобуток корисних копалин, включають створення промислових зон та туристичних курортів, розвиток інфраструктури в регіоні. Архіпелаг Ріау розглядається як територія з багатими природними ресурсами островів та моря (мінерали, серед яких нафта, газ, боксити, олово, а також лісові та морські продукти), які досі майже не використовувались. Велика кількість малих безлюдних островів є потенціалом для розвитку туризму. Таким чином оранг-лаути опинилися в зоні бурхливої локальної й глобальної торгівлі та промислового розвитку. При цьому місцеві жителі не мають жодного стосунку до розробки й реалізації економічних програм.
1988 року уряд Індонезії розпочав реалізацію програми «Розвиток ізольованих племінних громад» (індонез. Pembangunan Masyarakat Suku Terasing), метою якої є проведення економічних, соціальних та культурних змін, спрямованих на інтеграцію цих меншин у широке індонезійське суспільство. Держава діяла в тісному співробітництві з місцевими чиновниками й надала можливість регіональним органам влади реалізовувати програму відповідно до місцевих умов. На першому етапі ізольовані племена мали адаптуватися до способу життя регіональної більшості суспільства, у випадку Островів Ріау — це малайці.
Спеціально для оранг-лаутів наприкінці 1980-х і в 1990-і роки було реалізовано ряд проєктів, спрямованих на переведення їх на осілий спосіб життя, зміну способів господарювання, впровадження медичної допомоги, сучасної освіти. Уряд розглядає переведення оранг-лаутів на осілість як перший крок до звільнення їх від злиднів. Близько 20 % оранг-лаутів були охоплені дією цих проєктів. Для них почали ставити хати на суходолі, в оточенні кокосових пальм. Затримати оранг-лаутів на суходолі мали формальна освіта дітей у школах, кампанія з підвищення рівня грамотності серед дорослих, релігійна й політична освіта, заходи з поліпшення здоров'я та особистої гігієни, навчання альтернативним видам діяльності, які мали б стати додатковим джерелом засобів до існування. Ніхто з індонезійських чиновників не вважає, що слід зберегти й захистити культуру оранг-лаутів, навпаки, ті повинні адаптуватися до умов сучасного життя, що неминуче вимагає зміни їхньої культури.
Кожна сім'я в нових селах отримувала житло, рибальські сітки, побутове начиння тощо. Щоб люди відмовились від морського життя, їм надавали невеликі ділянки землі для вирощування овочів. Оранглаутських жінок спонукали не виходити в море, а залишатися вдома. Їм давали спеціальні уроки з приготування їжі, догляду та виховання дітей. Заохочувалась діяльність ісламських місіонерів. Проте всі ці заходи проводились автократично, часто формально. Чиновники приїздили в громади оранг-лаутів і проводили формальне навернення на іслам. Але тільки-но посадові особи та місіонери їхали, люди починали розбирати нові хати, щоб перенести їх і поставити над морем, а деякі взагалі поверталися на свої човни. Враховуючи перші невдачі, урядовці змушені були згодом скорегувати свої плани, для оранг-лаутів стали споруджувати групи житлових хатин на палях, розташованих над морем і з'єднаних із суходолом містками, а ще надавати плавуче житло, причалене до берега.
Під час перших візитів урядових чиновників та місіонерів громади оранг-лаутів часто отримували матеріальну допомогу (одяг, їжа тощо), але її обсяги з часом стали скорочуватись. Різниця в розмірах отриманої допомоги між громадами викликала численні скарги та сварки між громадами. Неохоплені були невдоволені через те, що не отримали подарунків. Почуваючись ображеними, вони приймали матеріальну допомогу від католицьких місіонерів, які також розпочали свою діяльність серед оранг-лаутів. Люди змінювали свою релігійну належність залежно від розміру матеріальної допомоги, що їм пропонувалася.
Після падіння режиму Сухарто в 1998 році через брак фінансових коштів розвиток селищ для переселенців та інші заходи були призупинені. 2000 року Департамент у соціальних справах був розформований, і спеціальна програма для племінних людей офіційно закрилася. Проте з оранг-лаутами й надалі продовжують працювати в рамках підвищення їхнього рівня життя та включення їх в основне індонезійське суспільство. Здійснюються ці заходи переважно міжнародними корпораціями, що ведуть економічну діяльність в регіоні, як компенсація за завдану шкоду традиційному господарству корінних жителів регіону. Поступово чисельність осілих оранг-лаутів зростає.
Реалізація проєктів розвитку створює серйозну небезпеку витіснення місцевих мешканців з економіки регіону. Діяльність міжнародних корпорацій відверто ігнорує інтереси корінного населення. Традиційні рибалки не здатні конкурувати із сучасними високими технологіями. Оранг-лаути постійно стикаються з позбавленням доступу до різноманітних природних ресурсів. Досі проєкти регіональної модернізації та керованих державою змін мали переважно руйнівний вплив на кочовий спосіб життя та господарювання оранг-лаутів, а також на їхні культурні й соціальні орієнтири. Оранг-лаути вже зіштовхнулися із забрудненням навколишнього середовища, скороченням природних ресурсів, втратою біологічного різноманіття. Економічний розвиток супроводжується припливом великого числа трудових мігрантів з інших частин Індонезії, що змінює демографічну ситуацію в регіоні. В таких умовах оранг-лаутам важко знайти альтернативні робочі місця. Також посилюються міжнаціональні контакти, в суспільстві виникає конфронтація між традиційними та новими цінностями, які підривають етнічну самосвідомість оранг-лаутів. Традиційний спосіб життя в даний час занедбаний, чисельність оранг-лаутів скорочується, частина їх асимілюється з культурною більшістю. Як результат, ряд історичних груп вже повністю зникли.
Оранг-лаути відчувають величезний тиск з боку малайців, а також уряду в напрямку ісламізації. До них спеціально направляються з цією метою місіонери. Ті вчать оранг-лаутів будівництву житла на суходолі, методам підтримання чистоти у домі, вчать мусульманським молитвам. Оранг-лаути, що погоджуються прийняти іслам, отримують допомогу харчами та одягом, допомогу на поховання за мусульманськими нормами.
Оранг-лаути Ріау заздрять становищу корінних народів Малайзії, їхнім будинкам, човнам, статкам, якими забезпечив їх уряд. З передач по телебаченню вони чули про повагу до корінних народів і привілейований статус для них. Вони хочуть того самого ставлення до себе від уряду Індонезії.

## Унікальна культура
Оранг-лаути мають особливе значення для антропологів, оскільки вони є тими людьми, які опанували моря, перетнули бар'єр між сушею та морем і використовували цей різноманітний простір для власних переваг. Оранг-лаути живуть невеличкими групами родичів, які протягом століть користуються для прожиткового забезпечення природними ресурсами моря, мангрових боліт і прилеглої прибережної смуги. Їхній спосіб життя відмінно пристосований до природних умов цієї зони.
Оранг-лаути є чудовим прикладом кваліфікованих мореплавців, які рухаються різними районами до відповідних ресурсів в рамках відносно складної соціальної та економічної організації. Кочовий спосіб життя дозволяє їхнім групам переїздити з місця на місце, збирати різні продукти в різних місцях у різні сезони. Від народження вони живуть на морі. Завдяки цьому ці люди володіють унікальними знаннями про вітри, течії та припливи, про розташування небезпечних районів, про способи визначення й розташування місць, багатих на рибу, мангрових боліт, а також про положення та рух сонця, місяця, зірок, за якими вони прокладають свій шлях архіпелагом. Оранг-лаути також володіють широкими знаннями про численні види морської та прибережної флори та фауни, про їстівні та лікарські рослини та відомі тільки їм способи лікування. Вони вміють визначати місця, де можна знайти притулок, знають розташування джерел прісної води, місця, придатні для проживання, проведення релігійних ритуалів, збирання будівельних матеріалів, виготовлення деревного вугілля тощо.
Використовуючи величезні багатства двох унікальних тропічних екосистем: коралових рифів та мангрових боліт, оранг-лаути розвинули майстерні технології лову риби та прибережного збиральництва.
Вони не мали ні паперу, ні друкованих карт. Всі знання передавалися усно й вони ще недостатньо документовані.
Для оранг-лаутів немає різниці між релігією та економікою. Духовне світосприйняття та економічне виробництво нерозривно пов'язані між собою. Риболовля — це діяльність, наповнена релігійного значення, яка завжди включає в себе певну взаємодію між людьми та духовним світом. Успіх чи невдачу тут тлумачать з магічно-релігійних міркувань.
Приблизно половина оранг-лаутів все ще веде кочовий спосіб життя. Інші живуть у прибережних селищах або нещодавно побудованих для них урядом селах. Деякі з цих груп оранг-лаутів все ще сезонно повертаються до свого традиційного способу життя.

## Господарство

### Традиційне господарство
Оранг-лаути пасивно залежать від природного середовища, вони нічого не виробляють, а просто беруть у природи все, що необхідно їм для виживання. Береги й острови Малайсько-Індонезійського архіпелагу завдяки великій кількості коралових рифів і мангрових заростей завжди мали багатсько морської флори та фауни. Море для оранг-лаутів є основним джерелом продуктів. Вони живуть головним чином за рахунок рибальства та збирання морепродуктів (ракоподібних, молюсків, морських огірків та ін.), також полюють морських ссавців, збирають лісові продукти та полюють тварин у прибережних районах.
Морепродукти є ядром ідентичності оранг-лаутів. Бути оранг-лаутом є синонімом бути вправним рибалкою або людиною, яка може вижити за рахунок дарів моря. Із дня народження дитина, наслідуючи приклад дорослих членів своєї сім'ї чи групи, навчається навичкам риболовлі та життя на морі. Оранг-лаути відрізняють за назвою 138 видів риб, які можна знайти у водах регіону; близько 40 з них становлять основу їхнього харчування. Не всі їстівні види можна продати, адже інші люди не знають про їхні їстівні властивості. Окрім риби, в улов у меншій кількості можуть потрапляти морські корови (дюгоні), черепахи, морські змії тощо. Деякі з них їдять, хоча це буває дуже рідко, інші, такі як морські змії, є отруйними й належать до забороненої категорії харчових продуктів (на них існує табу). М'ясо та яйця черепах вважаються делікатесами. Вважається також, що панцирі черепах володіють надприродними властивостями, із них вирізають браслети, підвіски та гребінці, які використовують як захисні амулети. М'ясо морської корови також уважається делікатесом, але насамперед цінуються очі цієї тварини — зі «сліз» морської корови отримують потужне «зілля кохання». Дюгонь та черепахи перебувають під загрозою зникнення й підпадають під природоохоронні заходи, тому їхній вилов тепер є незаконним.
Оранг-лаути відмінно володіють списом як риболовецьким засобом. Оранглаутський спис-серампанг (Serampang) є найхарактернішим знаряддям риболовлі, існує багато його видів. Великих скатів полюють за допомогою гарпунів. Крім того, для лову риби використовують різні види сіток.
Оранг-лаутам відомо також 17 видів ракоподібних, серед них по кілька різновидів крабів, креветок, омарів. Люди збирають їх руками, використовуючи скребки, пастки, петлі. До списку морепродуктів слід ще додати 46 видів молюсків та інших їстівних морських істот, таких як восьминоги, каракатиці, кальмари та медузи. Збирають також морських їжаків, морських огірків, «морський виноград» (покривники з родини Molgulidae) та різні водорості. Ґамат (Gamat) і набі (Nabi) — два різні види морських огірків, набі цінується більше. Чисельність та різноманіття морських ресурсів, які збирають оранг-лаути, постійно зростають. Ці морські експерти постійно ідентифікують нові ресурси. Прикладом можуть бути медузи, яких купують китайські торговці. Для вилову на мілководді креветок, дрібної риби та каракатиць під час відпливу використовують спеціальні сітки сондонг (Sondong), що розкриваються як стулка. Кальмарів та восьминогів здобувають за допомогою списів, сіток та дерев'яних пасток з креветками-приманками.
Іноді оранг-лаути також полюють наземних тварин, зокрема оленьків та диких свиней, а також збирають фрукти та ягоди в лісах островів. Деякі сім'ї, що проводять більше часу в прибережних населених пунктах, навіть намагалися вирощувати тапіоку.
Шляхи пересування оранг-лаутів не є випадковими. Вони пролягають у межах родинних територій з метою життєзабезпечення та пошуку нових харчових ресурсів. В одних місцях люди ловлять рибу, в інших збирають врожай морських огірків, медуз чи каракатиць, ще в інших — заготовляють у манграх деревину для отримання деревного вугілля. Такі маршрути зазвичай є сезонними. Під час своїх подорожей оранг-лаути можуть зупинятися в певних місцях. Ці зупинки можуть бути пов'язані з можливістю продавати або купувати за вигідними цінами, можливістю знайти додаткову оплачувану роботу, відвідуванням родичів (на свято, народження дитини, весілля або просто так). Якщо люди дізнаються, що помер хтось із їхніх родичів, вони на знак пам'яті зупиняються в цьому місці на довший час.
Сім'ї, як правило, споживають частину свого улову, а решту продають стороннім людям або роздають у межах своєї громади. Іноді надлишкова риба висушується на сонці для продажу згодом або для зберігання й споживання в інший час, особливо в сезон мусонів, коли вихід на море може виявитися небезпечним.

### Нововведення
Зараз оранг-лаути значно просунулися в розвитку. Рівень технологій, які вони використовують, постійно зростає. Тепер оранг-лаути мають моторні човни, які вони називають помпом. Деякі почали користуватися риболовецькими сітками, але для більшості це знаряддя є задорогим. Є приклади впровадження окремими групами оранг-лаутів технології риборозведення, жива риба має попит у ресторанах.

### Ремесло
З ремесел найрозвиненішими є плетіння, виготовлення риболовецьких снастей, будівництво човнів.

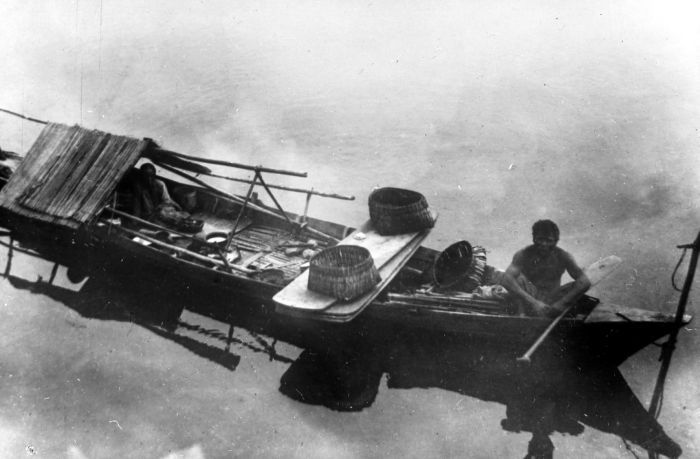
Традиційний оранглаутський човен.

Човни — це одночасно транспортний засіб, виробничий майданчик і життєвий простір. Спереду на підвищенні розташовується палуба, яка займає приблизно п'яту частину довжини човна. Вона, як правило, лишається вільною й надає людям широкий простір для огляду та свободу пересування. Звідси рибалки ведуть спостереження, а також кидають свої списи. Ніс човна — це ще й місце, де готується їжа. Центральна секція займає три п'ятих довжини човна, тут члени сім'ї живуть, їдять і сплять. Дно перекрите дошками, що знімаються, під ними можна зберігати рибу. Коли на борту є маленькі діти, цю секцію відокремлюють від носу та корми двома вертикальними поперечними дошками. За поганої погоди над центральною (житловою) секцією напинають дах із циновок, сплетених із смужок пальмового листя.
При будівництві човна дотримуються сталих традицій. Це не лише робота, а й духовне дійство, тому кожен із чотирьох етапів будівництва супроводжується виконанням відповідних ритуалів. Спочатку в лісі вибирається відповідне дерево. Перед початком роботи шаман виконує особливу мантру над деревом, щоб отримати дозвіл від усіх духів. Після цього дерево зрізують, а з його стовбуру формують довгу прямокутну колоду. На другому етапі колоді надають форму човна. Посередині роблять «печеру для духа дерева». Далі заготівку човна переносять на берег. Виконуються чотири обов'язкових ритуали, метою яких є передати човнові душу дерева. Тепер душа дерева тепер завжди «житиме» в човні й залишатиметься там, коли він виходитиме в море. На третьому етапі човен отримує свою остаточну форму. Коли він буде повністю готовий, його переносять до води й спускають в річку або в море (четвертий етап). Ритуали пов'язують човен не лише із душею дерева, а й з місцем народження (будівництва) та місцем швартування (спуску на воду).
Оранг-лаути виявляють велику винахідливість в майструванні власного рибальського знаряддя: списи, гарпуни, остроги, линви, кошики. Більша частина цього знаряддя є саморобною. Деревину для держаків беруть із лісу або мангрів. Купують лише металеві наконечники до списів, шпильки та нейлонові нитки на линву. Є випадки, коли їм взагалі не потрібно купувати будь-який матеріал. Вони вишукують потрібні матеріали прямо на березі, беруть деталі шин або зламаних парасольок, з допомогою яких майструють свої рибальські снасті.
Оранглаутські списи-серампанги мають різну конструкцію та різне призначення. Тризубий дерев'яний спис селіґі існує з прадавніх часів і є прототипом для всіх інших сучасних різновидів серампанга. Найпоширенішим видом списа є серампанг-туа, відомий також як п'ятизубий спис або спис для каракатиць. Серампанг-туа має чотири вістря, розташовані під прямим кутом один до одного, а також п'ятий центральний шип з двома гостряками. Всі п'ять шипів зібрані на спільній основі, яка тісно прикріплена до довгого дерев'яного або бамбукового держака. Такий спис використовується для добування риб малого та середнього розміру. Рибальська стріла парія-ікан служить для вилову великої риби вагою до 30 кг, таких як скати та групери. Для більшої здобичі, наприклад, морської корови та черепах, використовується однозубий гарпун темпулінг. Його єдине шарнірне вістря фіксується на довгому дерев'яному або бамбуковому держаку, линва також прикріплена до вістря гарпуна. Після того, як гарпун влучив у здобич, він зазвичай не виймається негайно: держак відокремлюють від вістря, а линва лишається поки здобич не здасться. На відміну від дрібних риб, велику здобич можна витягнути лише після впертої боротьби. Схоже влаштований гарпун на черепах, який служить також для полювання великої риби. Він також має одне вістря, це залізний наконечник, який, як і линва, прикріплений до дерев'яного держака.
Десятизубий спис серампанг-матасепулу використовується для полювання великої риби, це також ефективна зброя в бою, що здатна смертельно поранити ворога. Спис на кабанів також може використовуватися в бою. Тризубий крабовий спис застосовується в зонах дії припливів для вилову крабів або морських огірків. Тризубий креветковий спис служить для вилову креветок уночі. Спис тіок використовується для збирання морських огірків.
Оранг-лаути користуються також різними іншими спеціальними інструментами: гачками для діставання крабів з мангрових боліт та скельних щілин (цей краб найбільше цінується, тому з ним поводяться обережно), гачками для діставання різноманітних видів морських огірків (такий гачок має довгу ручку й дозволяє працювати стоячи).

### Торгівля та обмін
Оранг-лаути здобувають продукти переважно для власного прожитку, надлишки продають китайським посередникам-токеям (thauke, thau-ke). Крім риби, продають й інші морепродукти, зокрема морські огірки, черепах, дюгонів, крокодилів. Особливо цінуються морські огірки, їх збирають, висушують, часто коптять, майже все йде на продаж; часто збирають значну кількість товару й продають її гуртом. Черепахи також користуються великим попитом у китайців, як у Ріау, так і в Сінгапурі, їх вважають за афродизіак. Через заборону ввезення вимираючих тварин черепах до Сінгапуру постачають контрабандою.
Ще донедавна торгівля з токеями здійснювалась шляхом бартерного обміну. Від китайців оранг-лаути отримують речі, потрібні їм для повсякденного життя: масло, сірники, рис тощо.
Торгівля всередині оранглаутського суспільства неможлива через особливості світогляду цих людей. Між ними мають місце лише обмін або допомога, навіть коли йдеться про гроші. Категорії купівлі та продажу існують лише у стосунках із іншими громадами.
Токеї заохочують оранг-лаутів до використання грошей, що дозволяє уникнути практичних незручностей бартерної торгівлі. Тепер гроші все активніше входять в оранглаутське середовище, більшість товарів купують, а не вимінюють. Розрахунки за товари стали простішими. До того ж гроші можна приховати, не з ким не ділитися ними й накопичувати їх. Якщо ж хтось купує певні продукти, виникає обов'язок поділитися ними з іншими членами громади, адже продаж надлишків засуджується суспільством. Оранг-лаути й досі не накопичують майно, мають проблеми з нестачею готівки. Банківський сектор в Ріау сильно залежить від грошового ринку Сінгапуру та Малайзії. Китайські посередники багато операцій проводять з використанням сінгапурського долара. Оранг-лаути також цінують цю валюту, вона серед них користується набагато кращою репутацією, ніж індонезійська рупія.
Хоча оранг-лаути ще не дуже розуміються на цінах, їм відомо про ринкову вартість різних морепродуктів. Особливо вони цінують торгівлю в Сінгапурі. Там мають попит їхні морські огірки, там можна вигідніше продати рибу, а також каучук, олово, черепах, зуби дюгоні. Водночас там можна купити кращі продукти (рис, пасту з креветок, цукор, сіль, часник, цибулю, каву, чай), цигарки, алкоголь, одяг, радіоприймачі, телевізори, двигуни до човнів, ювелірні вироби та всілякі інші речі. Торгівля із Сінгапуром перебуває в руках токеїв. Оранг-лаути визнають, що вигідніше торгувати самостійно й іноді роблять це, але вони бояться індонезійських поліціянтів та митників при перетині кордону. З митниками Сінгапуру питання вирішуються простіше, головне, щоб не було наркотиків. Митники по обидва боки кордону вимагають хабарів, тому оранг-лаути займаються переважно гуртовим продажем, щоб здійснювати менше поїздок.
Співробітництво з токеями не обмежується торговими операціями. Деякі з оранг-лаутів наймаються до них на сезонні роботи, вирубуючи та подрібнюючи деревину з мангрових боліт з наступним спалюванням її на деревне вугілля.

## Суспільство
Соціальна організація оранг-лаутів побудована на родинних зв'язках та ідеалах ендогамії. Нуклеарна сім'я є базовою одиницею суспільства. Кілька сімей близьких родичів об'єднуються в мобільні групи, які самостійно подорожують, кожна під керівництвом свого старшого. Ця структура суспільства зберігається й після того, як оранг-лаути селяться в селищах на узбережжі. Кожна сім'я й кожна група родичів має подібну організацію й є соціально та економічно незалежною. Люди керуються принципами незалежності, рівності та визнання старшинства (першості). Походження та спорідненість є найважливішими принципами організації оранглаутського суспільства. Вони відстежують своє походження рівною мірою як за жіночою, так і за чоловічою лінією, а групи, що живуть і працюють разом, формуються на основі дуже тісних родинних зв'язків.
Суспільство оранг-лаутів є сегментарним, причому сегментація існує на декількох рівнях. На найвищому рівні стоять суку (племена, клани, родові групи), які по суті своїй є мікроетносами. Суку за лініями спорідненості та територією розселення поділяються на менші підрозділи, а ті, в свою чергу, — на групи близьких родичів, які живуть і працюють разом. Існує мало або й взагалі не існує реального почуття солідарності між окремими групами оранг-лаутів.
Ранжування племен (суку) оранг-лаутів, що існувало за часів султанату, й досі лишається в головах оранг-лаутів. Хоча визначення рангу відповідно до завдань, встановлених султаном для певної групи, вже не є актуальним, кожне суку воліє ідентифікувати себе як більш престижну групу в порівнянні із сусідами. При цьому оранг-лаути користуються малайськими критеріями чистоти релігії та мови. Вони звертають увагу на те, що сусіди говорять перекрученою малайською мовою, яку неможливо зрозуміти, володіють чорною магією тощо. Люди протиставляють свою «правильну» релігію «невірній» релігії сусідів (наприклад, іслам або протестантство протиставляють католицтву). Все, що асоціюється із сусідами, вважається злом. Громади, що перебувають у стані ворожнечі, намагаються уникати взаємних контактів. У той же час між іншими суку існують дружні стосунки.

### Організація простору
Море та прибережні смуги становлять життєвий простір для оранг-лаутів. Оранг-лаути бачать свій регіон як соціальний простір без кордонів, об'єднаний історією та генеалогією, як мережу колективних територій, взаємопов'язаних на основі зв'язків спорідненості. Різні суку займають різні території. Право володіння визнається за першими поселенцями певного острова, це їхня земля (танах). Тут розуміється колективна власність групи на певне місце або місця. Територія розглядається оранг-лаутами як частина їхнього клану. Різні групи поважають і визнають колективне володіння територіями інших груп. Це права визнають і місцеві малайці та китайці.
Кожна група має (володіє) три види промислових майданчиків, розташованих на різній відстані від місця постійного проживання. Найбільш інтенсивно експлуатується майданчик, розташований найближче до домівки; цей простір надає сім'ям часткове відчуття територіальної ідентифікації. Рідше ловлять рибу в районах, розташованих за кілька днів плаву від поселення. Крім того, оранг-лаути мають території сезонного збору морепродуктів, розташовані у віддалених районах, до яких потрібно діставатися кілька місяців. Всі ці місця утворюють певну мережу, що асоціюється з конкретними групами. Інформація про належність певної території до певної групи передається між ними усним шляхом. Таким чином утворюється віртуальна мапа, яка існує лише в головах людей. При цьому постійно відкриваються нові ділянки, які інтегруються з наявною мережею. Оранглаутське «наше місце» потрібно розуміти в рамках загальної концепції територіальної власності.
Попри існування власників, для всіх груп залишається вільний доступ до всього морського та острівного простору. Права власності лише означають, що інші повинні отримати дозвіл на в'їзд на певну територію від старшого (голови) відповідної групи оранг-лаутів. Визначаючи свої території, група оранг-лаутів водночас бере на себе й відповідальність за них. Власник не лише експлуатує свої території, а й є відповідальним за джага (захист і догляд за ними), збереження та відтворення ресурсів у цьому районі. Така система функціює як механізм рівномірно розподілу споживання ресурсів у великій області. В результаті не виникає загрози вичерпання природних ресурсів.
Територія для оранг-лаутів не є пасивною. Вони вважають, що морський світ, в якому вони мешкають, є живим. Простір пронизаний магічними, релігійними та духовними силами. Певна територія сильно пов'язана не лише з живими людьми, а й з їхніми предками та духовним світом. Власність над територією виражена й зачата як духовний зв'язок. Хоча території залишаються загальнодоступними, інші завжди пам'ятають про духів, які володіють цими територіями й поважають права власності.
Оранг-лаути дуже занепокоєні планами розвитку, які зачіпають їхні традиційні території. Вони не можуть дозволити цього, тут живуть духи їхніх предків, а люди мають піклуватися про них. Їхні предки дали їм ці території, і цей невід'ємний подарунок увічнює їхню ідентичність. Загроза втрати своїх територій ніколи не була такою сильною, як зараз. Оранг-лаути не хочуть ні залишати, ні продавати свої території.

### Група
Зазвичай кожна група оранг-лаутів, що живе разом, має свого голову (лідера, керівника, старшого), що зветься кепала (Kepala). Часто це найстарший чоловік у групі. Кепала наділений великою, але не абсолютною владою над своєю громадою. Головним його обов'язком є представляти інтереси своєї групи в стосунках з іншими групами оранг-лаутів та сторонніми людьми, але він не має повноважень накладати санкції на членів своєї групи в разі порушення ними норм. Кепала визнані владою й представляють громаду під час офіційних заходів. Політичне лідерство існує тільки на рівні тих родинних груп, які фактично живуть разом. В минулому існували також батини (пенгули, Batin, Penghulu), які представляли відразу кілька груп оранг-лаутів у конкретній області. Посади кепали та батина завжди займають чоловіки.
В межах своїх громад оранг-лаути дотримуються принципів спільного використання ресурсів, вільного обміну інформацією й надання взаємної допомоги. Члени громади діляться й допомагають один одному їжею, рибальським спорядженням, житлом, працею, навичками, грошима й усім, що може полегшити становище родини, яка опинилася в скруті. Не існує ніяких норм такої допомоги, кожен допомагає чим може. Ділитися їжею та взаємна допомога є неписаними законами в громадах оранг-лаутів. Разом із тим, надаючи допомогу, людина очікує, що коли сама опиниться в скрутному становищі, їй також прийдуть на допомогу. Вагітні жінки та немічні люди мають у місцевому суспільстві право отримувати допомогу без будь-яких зобов'язань у відповідь. У разі серйозної хвороби або смерті члена спільноти збираються майже всі родичі. Допомога в таких випадках буває найсуттєвішою. Догляд за хворими стає справою всієї громади. Очікується, що кожен, маючи надлишок їжі або грошей, має поділиться ними й допомогти. Допомога може надаватись не лише харчами, працею чи грошима, а й у формі порад, як діяти в скрутній ситуації, застосуванні заклинань, щоб позбавитись злих духів тощо. Не схвалюється практика надання допомоги без відвідин.
Дотримуючись усталених норм поведінки, кожна людина завжди може покладатися на допомогу інших членів громади. Це робить групу оранг-лаутів більш стабільною. Система розподілу загалом приносить користь кожному члену громади, адже надлишок їжі розподіляється між усіма, він не пропадає, а інші люди отримують більше їжі, ніж мають її в певний момент. Обмін ресурсами посилює економічні зв'язки між людьми, додає спільноті єдності. Окреслюються соціальні межі, в рамках яких люди спільно пов'язані між собою. З іншого боку, така система обумовлює той факт, що оранг-лаути не зацікавлені наловити більше риби або зібрати більше морепродуктів, утримує їх від накопичення продуктів.
До допомоги від сторонніх, особливо малайців, оранг-лаути ставляться з підозрою й часто її взагалі відкидають, попри те, що певні речі, такі як рис, цукор, біла тканина для мерця тощо, можуть бути конче потрібними. Поділ на інсайдерів та аутсайдерів (своїх та чужих) стає найбільш помітним під час проведення громадського ритуалу кендурі, колективного споживання їжі. Ритуал створює символічний «фантасмагоричний дім», в якому дорослі члени громади відчувають себе одним цілим, міцним і сильним. Він не лише символізує єдність групи, а й окреслює соціальну межу, якою люди взаємопов'язані, підкреслює різницю між своїми та чужими.
Поведінка кожної людини в суспільстві оранг-лаутів багато в чому визначається моральними чинниками. Ідеальна поведінка передбачає рівність та щедрість між членами групи. Тут незвично чути, що в громаді хтось спекулює фальшивою хворобою, що людина лінується вийти в море й рибалити або вона є жадібною й хоче отримати більше за інших. Поєднання майстерності в рибальстві та щедрості при розподілі продуктів приносить людині повагу в суспільстві. Якщо ж люди відмовляються надати допомогу своїм родичам, їхня поведінка оцінюється як егоїстична, а самі вони вважаються погано вихованими й отримують погану славу в громаді. Їм складно буде розраховувати на допомогу, коли прийдуть негаразди. Люди намагаються не образити інших членів групи й запобігти звинуваченням у локек (егоїзм, скнарість, жадібність), а також бути виключеними із громади. Той, хто опиняється поза системою, зіштовхується з величезним соціальним тиском. Така людина сприймається як оранг-лаїн (аутсайдер, чужинець), піддається остракізму й виключається з мережі соціальних зв'язків.
Досягнення середнього та похилого віку ні в якому разі не означає обмеження або припинення активності людини. Завдяки накопиченому досвіду й мудрості, літні чоловіки та жінки користуються повагою в суспільстві, а їхні статус й авторитет в рамках сімейної групи безперервно зростають. Вони є хранителями історичних і релігійних знань і традицій, важливими радниками при прийнятті рішень, експертами в багатьох складних ситуаціях. Старший чоловік представляє свою громаду у стосунках зі сторонніми та іншими групами оранг-лаутів. Крім того, допоки вони лишаються фізично й розумово сильними, літні люди продовжують працювати й залишаються економічно незалежними від своїх дітей та онуків. Навіть вдови та вдівці намагаються підтримувати свої сім'ї якомога довше.

### Сільська громада
Створюючи села для оранг-лаутів, чиновники штучно об'єднують по кілька груп в одну громаду. Селяться колишні кочівники невеликими групами родичів, ті, що разом жили в човнах, займають у селищі сусідні хати. Сільська громада стала важливим центром соціально-економічного життя оранг-лаутів. Кожна з них має свого лідера, який зветься батином, кетуа-кампунгом (ketua kampong, сільський староста) або кепалою; використання певного терміну залежить від конкретного географічного району. Державні органи, як правило, офіційно визнають його керівництво, він представляє громаду у формальних випадках. Хата кепали часто є місцем зустрічей при вирішенні та обговоренні різних питань на рівні громади. Але, навіть маючи відповідний документ від органів влади, лідер не може керувати примусом. Він має переконувати членів громади, щоб досягти бажаного результату.
Як і раніше, окремі групи рідко спілкуються між собою. Спільний дух в оранглаутських громадах не розвинувся, між окремими фракціями виникають регулярні сварки, вони не можуть порозумітися при визначенні свого спільного представника в стосунках з державою. Групова структура оранлаутського суспільства значною мірою зберігається й при переході на осілий спосіб життя. Жителі села зазвичай є родичами, вони тісно пов'язані між собою й допомагають один одному. Конфлікти та непорозуміння між ними трапляються, але всі відчувають групову солідарність. Соціальні зв'язки сприяють також у просування своєї точки зору або статусу в питаннях, що стосуються загальної політики в селі, надають впевненості, що маєш надійних союзників у разі виникнення серйозних конфліктів у громаді.

### Гендер та сексуальність
Оранглаутське суспільство відзначається високим рівнем гендерної рівності, соціальна структура не орієнтована ні на чоловіка, ні на жінку. Хоча лідером групи завжди є чоловік, жінки мають вплив на вирішення суспільних питань. Вони висловлюють відверті оцінки ситуації, що склалася в громаді, активно втручаються в суперечки та сварки. Великим авторитетом володіють літні жінки. У нуклеарній сім'ї не домінує ні чоловік, ні жінка, обоє на одному рівні представляють свою сім'ю на людях під час щоденних зустрічей або при вирішенні конфліктів. Але коли йдеться про контакти з людьми з інших етнічних громад, в ролі голови сім'ї завжди виступає чоловік.
Поділ праці за статтю в оранг-лаутів нечіткий. Немає жодної сфери, яка була б закріплена суто за чоловіками або за жінками, вони виконують більш-менш однакову роботу. Чоловіки й жінки разом виходять у море рибалити, разом збирають живність на пляжі й продають надлишок продуктів китайським торговцям. Ти не менш, мисливство вважається чоловічою справою, тоді як збиранням ракоподібних, молюсків тощо, як правило, займаються жінки та діти. У морі чоловіки зазвичай використовують списи, а жінки веслують і ставлять сітки, але є й жінки, що вправно кидають списа. Хатня робота також виконується спільно — ремонт човнів, будівництво житла, збирання дров та приготування їжі, а також виховання й навчання дітей.
І чоловіча, й жіноча робоча сила однаково важливі для існування сім'ї. Внесок жінок у щоденне харчування дорівнює вкладові чоловіків. У випадку розлучення або хвороби чи смерті свого чоловіка жінка в змозі самостійно забезпечити свою сім'ю. Чоловіки та жінки мають рівні права на спадщину. Чоловік і дружина спільно користуються сімейними грошима, але, що стосується фінансових питань, то вони перебувають у руках дружини. Вважається, що жінки є більш дисциплінованими й можуть краще вирішувати матеріальні потреби сім'ї. Жінки в оранг-лаутів тримають усі гроші й роблять покупки.
Немає чіткого поділу між чоловіками та жінками й у володінні магією (ілму), люди обох статей можуть бути шаманами (дукунами).
В той же час оранг-лаути чітко розрізняють біологічну стать людини, існують характерні моделі «чоловічої» та «жіночої» зовнішності та поведінки. Повні жінки вважаються привабливими й здоровими, в той час як маскулінність пов'язана з міцною статурою та витривалістю. Краса, здоров'я й витривалість, на переконання оранг-лаутів, можуть бути підвищені за допомогою заклинання. Окремі явища транссексуальності або трансвестизму іноді трапляються в оранг-лаутському суспільстві, але до них ставляться з гумором та іронією; «нормальна» людина, на їхні переконання, не має до них жодних потреб.
Ставлення оранг-лаутів до голого тіла є спокійним, нагота не є табу. Діти обох статей зазвичай ходять голими приблизно до 6 років. Чоловіки часто носять лише короткі штани, а жінок час від часу можна помітити лише в бюстгальтерах і саронгах, або й оголеними до пояса. 
Сексуальна близькість, статеві зони, специфічні статеві характеристики й особливості (наприклад, довжина пеніса, розмір грудей або неприродна кількість яєчок) є популярними темами, які вільно обговорюються або спільно серед чоловіків і жінок в присутності дітей, або суто в чоловічій чи жіночій компанії, відбувається це простим невимушеним чином або через жартівливі натяки. Дорослі схильні поплескувати немовлят по сідницях, а також нюхати й цілувати їх усюди.
За оранг-лаутськими уявами, статевий акт є природним. Це добре для здоров'я і, звичайно, для появи дітей. Процес є законним в рамках шлюбу, він відбувається в інтимному просторі плавучої хати або житла на палях. Позашлюбні стосунки для чоловіків і жінок вважаються неприйнятними й фактично навряд чи відбуваються. Дошлюбний секс є винятком.
З переходом на осілість та посиленням контактів зі сторонніми спостерігається підвищення ролі чоловіків у суспільстві. Під час візитів чиновників жінки або не відвідують збори, або сидять окремо від чоловіків і не висловлюють свою думку. Чимраз більше й більше чоловіків перебирають на себе роль годувальника сім'ї. Жінки більше не рибалять і не продають рибу, вони займаються хатніми справами, розпоряджаються сімейними грішми та піклуються про дітей. Посилення гендерної ієрархії в оранглаутському суспільстві пов'язане й з поширенням моральних норм малайської мусульманської більшості. Жінки, наприклад, стали носити сукні, які закривають верхню частину тіла. Люди стали звертати також увагу на наготу дітей, практикуються «більш дисципліновані» сексуальні зносини тощо.

### Сім'я
Нуклеарна сім'я є базовою соціальною одиницею. Вона складається з подружньої пари та їхніх дітей. Іноді разом із ними можуть жити ще одна або кілька осіб (наприклад, вдівець з числа старшого покоління, хворий родич, який потребує особливої турботи). Матері та дочки в оранг-лаутів зазвичай мають дуже тісні стосунки. У старості вдови вважають за краще жити зі своїми одруженими дочками, ніж із синами. Стосунки між братами та сестрами або дідусями-бабусями й онуками можуть тривати все життя, адже часто вони живуть разом у одному човні-хаті або в одній хатинці на суходолі.
Коли діти виростають й утворюють власні сім'ї, виникає нова нуклеарна сім'я й нове домогосподарство. Нові одиниці виникають або на тій самій території сім'ї одного з подружжя. Водночас, ті, хто покинули власну сім'ю, зберігають права на свою початкову територію й можуть будь-коли повернутись і залишитися тут або ж звернутися по допомогу до своїх рідних. Як результат, існують численні групи, розсіяні на великій території, які визнають спорідненість між собою; таким чином утворюються мережі взаємопов'язаних територій.
Оранг-лаутські технології риболовлі вимагають, щоб люди працювали парами. Тому для них дуже важливими є партнерські стосунки між чоловіком та дружиною. Подружжя утворює єдиний робочий колектив, який виконує повсякденні завдання. За оранглаутськими переконаннями, результативність рибальства вказує на те, чи є пара сумісною. Таким чином, успіх шлюбу вимірюється здатністю пари рибалити разом. Крім іншого, вважається, що сила ілму в парі ще більше посилює рибальські здібності.
Нуклеарна сім'я часто формує одну риболовецьку команду, але як тільки діти в сім'ї зможуть самостійно рибалити, вони створюють окремі екіпажі. Нерідко можна побачити групу човнів, що плавають разом, і всі вони належать до однієї родини. Члени сімейного домогосподарства можуть на вибір жити в хаті або на човні; деякі використовують комбінацію цих варіантів.
Оскільки рибальство — це діяльність, орієнтована на сім'ю, гроші також здобуваються спільно. Тому немає поняття про індивідуальні гроші, чоловік та дружина можуть на рівних засадах користуватися ними. Власність у цих людей є мінімальною, й успадкування для них не є проблемою. Чоловіки та жінки мають рівні права на спадщину.
Батько та мати однаково відповідальні за виховання своїх дітей, допомагають їм бабусі та дідусі, брати та сестри, тобто вся група родичів, що живе й подорожує разом. Батьківська роль обумовлена не стільки біологічним чинником, скільки спільним проживанням. Поширений способом вирішення проблеми безпліддя є усиновлення. Хоча усиновлена дитина знає, хто є її біологічними батьками, її зв'язок із соціальними батьками є набагато сильнішим. До всиновлених дітей ставляться так само, як і до рідних. Діти користуються майже повною свободою, батьки не стримують їх навіть коли певні дії несуть загрозу здоров'ю або й життю самої дитини. Якщо діти поводяться зухвало і плачуть, на них просто не звертають уваги. Побиття не розглядається як адекватний засіб впливу на поведінку дитини. Хлопчиків і дівчаток цінують однаково. Від них очікують, що вони стануть добрими рибалками, матимуть власні сім'ї й численних потомків, будуть піклуватися про своїх батьків у старості.
Більшість оранглаутських дітей не отримує формальної шкільної освіти. Вони повністю інтегровані у домашню та господарську діяльність сім'ї й отримують свої знання із життєвого досвіду. З раннього віку діти спостерігають за батьками й набувають необхідних навичок, щоб стати досвідченими рибалками. Вони вчаться, як керувати човном і рибалити, виконують деяку хатню роботу, наприклад, носять питну воду, збирають дрова, допомагають готувати їжу тощо. Приблизно у віці 5 років або навіть раніше оранглаутські діти вже здатні здобути стільки риби або інших морських продуктів, щоб їм вистачило для власного харчування. Вони вчаться як розуміти й контролювати вітри, течії та припливи, шукати розташування багатих риболовецьких угідь, мангрових боліт, зручних бухт, уникати небезпечних районів, прокладати шлях архіпелагом, керуючись розташуванням на небі сонця, місяця та зірок. Діти навчаються не лише практичним навичкам, а й заклинанням, які мають зробити їхні промислові знаряддя ефективними та потужними.

### Шлюб
Шлюб є нормою життя, він є бажаним, і люди, як правило, прагнуть одруження, й, отже, є відносно невелике число неодружених. Людям складно жити поодинці. Вдова або вдівець зазвичай одружуються вдруге, навіть у старості.
У минулому хлопчики й дівчатка одружувалися вже у дитинстві. Сьогодні дитячі шлюби стали рідкісними, але шлюбний вік залишається низьким. Для дівчаток це приблизно 13 років, хлопчики одружуються у 15 і більше. Молода та неодружена дівчина в оранг-лаутів називається гадіс (gadis), а хлопець — буджанг (bujang).
Найкращим вважається шлюб між двоюрідними братами та сестрами. Такий союз підтримує та зміцнює стосунки між близькими родичами, запобігає розпадові групи, що подорожує разом або живе в одному селі. Попри існування такої шлюбної традиції, кровозмішення не допускається. У суспільстві існують певні табу стосовно шлюбу. Не схвалюються шлюби між дядьком або тіткою та племінницею чи племінником, а також між усиновителями та їхніми дітьми-приймаками. Шлюби зі сторонніми людьми можливі, але вони не заохочуються. Вважається також, що чоловік має бути старшим за жінку. З переходом на осілий спосіб життя можливостей для вибору подружжя стало набагато більше, менше звертають уваги й на вік вступу в шлюб. Емоційний зв'язок і кохання між партнерами стали головними аргументами при виборі пари. Однак, як і в минулому, навички й здатність до напруженої роботи, шанобливість до батьків залишаються дуже важливими чинниками.
Стандарти поведінки оранг-лаутів відрізняються від малайських, і вони відверто не приховують цього, хоча й поважають сталі малайські норми. Хлопець та дівчина можуть таємно зустрічатися, як правило, вночі або у віддаленому місці, між ними можуть навіть мати місце сексуальні стосунки. Якщо дівчина вагітніє, пара поспішає одружитися. Оранг-лаути спокійно до цього ставляться, оскільки вважають сексуальне задоволення нормальним, приємним та необхідним. Тим не менше, люди намагаються приховувати від громадського ока всі прояви сексуальної близькості, навіть між подружжям.
Яким би чином не відбувався вибір партнера, завжди передбачається, що згоду на шлюб мають дати батьки, часто відбувається також обговорення цього питання з близькими родичами. Шлюбу передують заручини, а весілля може відбутися за місяць, а іноді й за рік після цього. Весь цей час наречений вже відповідальний за потреби нареченої щодо їжі та одягу, але вона не мусить навзаєм виконувати подружні обов'язки. Іноді молодий сплачує викуп за наречену, він також повинен нести частину витрат на весільну церемонію. Час і місце проведення весілля ретельно обговорюються. День має бути сприятливим за прикметами, що визначаються за місячним календарем. Місце проведення весілля повинно бути добре захищене від згубного впливу злих духів. На церемонію запрошуються всі родичі. Нареченого й наречену прикрашають вінками із квітів і золотими намистами. Наречений також вдягає капелюха та пояс з керисом (хвилястий, загострений з двох боків малайський кинджал). Головною під час весілля є церемонія, під час якої молоде подружжя годує одне одного курячими яйцями та яйцями, зробленими з рису. Цим актом шлюб формалізується. Потім гостей пригощають їжею, люди танцюють і співають, іноді проводять змагання із силату (різновид малайських бойових мистецтв).
У випадку, коли батьки не згодні з вибором своїх дітей, шлюб або не відбудеться, або пара може просто втекти й жити разом. Втікачі можуть прожити в човні кілька тижнів або й кілька місяців, періодично подаючи звістки при своє місце перебування. Коли гнів батьків заспокоїться, молодята можуть повернутися й жити як подружжя. Суспільство сприймає це як факт і визнає такий шлюб законним.
Молода пара певний час живе із сім'єю дружини, згодом приєднується до сім'ї чоловіка.
Метою шлюбу є психічне, фізичне й економічне партнерство подружжя, а також народження численних нащадків. Тільки якщо в сім'ї є дитина, «правота» шлюбу вважається підтвердженою. Стосунки між чоловіком та дружиною відзначаються взаємною прихильністю й товариськими стосунками. Вони майже все роблять разом — їдять, сплять, працюють, приймають рішення й проводять свій вільний час. Бездітність, що є наслідком безпліддя або викиднів, у суспільстві пояснюється зловживанням магії або недосконалими стосунками з духами предків, або ж пов'язується із несумісністю подружжя. Якщо всі зазначені причини можуть бути виключені, альтернативою розірванню шлюбу стає усиновлення дитини родичів.
В ідеалі шлюб має тривати все життя. Проте розлучення й повторний шлюб є звичайними явищами, вони є прийнятними й не засуджуються в суспільстві. Ініціювати розлучення може як чоловік, так і дружина. Причинами розриву, як правило, бувають відсутність дітей, відсутність підтримки в забезпеченні потреб сім'ї або просто несумісність пари. Якщо в сім'ї були діти, молодші з них зазвичай залишаються з матір'ю, а старші можуть самі вирішувати, до кого з батьків їм піти. Ще однією формою розлучення є проста втеча. Це відбувається, наприклад, коли один з партнерів після важких суперечок відмовляється від свого подружжя й дітей і, залишивши усе нажите майно, часто ніколи вже не повертається.
Якщо хтось із подружжя помирає, вдова або вдівець зазвичай вкладають повторний шлюб, але, за нормами суспільства, має пройти щонайменше 100 днів після смерті попереднього чоловіка чи дружини. Вдівці воліють вступати в шлюб із братами або сестрами свого померлого чоловіка чи дружини, відповідно.
Полігамія у формі багатоженства є прийнятною в оранглаутському суспільстві, тобто чоловік може мати більше однієї дружини одночасно. Тим не менше, більшість сімей є моногамними, адже утримання двох дружин потребує багато витрат. Полігамний шлюб вказує на багатство й статус чоловіка. Полігамна сім'я живе як єдине домашнє господарство. Ставлення чоловіка до своїх дружин зазвичай є рівним, хоча старша дружина може мати більший авторитет та права у вирішенні сімейних питань. Полігамні сім'ї, завдячуючи своїй чисельності, мають більше голосів при вирішенні питань, що стосуються усієї громади.

### Відносини власності
Земельні права у випадку оранг-лаутів пов'язані з територіальними правами на море та прибережні території. Оранг-лаути дотримуються поняття колективного права власності (punya) певної групи над певною територією (tanah). Ця територія може складатися з однієї або декількох ділянок (просторів, tempat). Ці території жодним чином не демарковані, вони визначаються лише рухом і діяльністю людей. Коли оранг-лаути говорять про те, що володіють та мають право на певне місце (наприклад, певний острів), це означає, що вони претендують на приналежність до цього місця, яке служить їхньою батьківщиною і для якої вони є охоронцями. Вони також вимагають прав на морські шляхи, якими вони подорожують на інші острови, вздовж яких займаються рибальством. Право власності зазвичай визначається ексклюзивною історією, якою володіє кожна група. Важливим аспектом є твердження, що група першою відкрила певну ділянку моря й оцінила її потенціал, першою розчистила джунглі для поселення. Багаторічна історія прав встановлюється на основі усних традицій, які передаються з покоління в покоління. Ніхто не оскаржує таких претензій. Різні групи визнають відповідні території один одного. Інші місцеві громади, що не є оранг-лаутами, також поважають належність певних районів групам морських народів.
Люди шанують свою територію, свій життєвий простір. Для них це невід'ємний подарунок, отриманий від предків. Цей подарунок не можна віддавати, обмінювати або продавати. Оранг-лаути беруть на себе відповідальність за свій дар, вони повинні охороняти, зберігати та піклуватися про свої території, а також підтримувати й відтворювати наявні на них ресурси. Ці території не можуть залишатися бездіяльними, бо бездіяльність може збунтувати предків, і надбання нащадків зазнають шкоди. Таким чином, оранг-лаути встановлюють нерозривний духовний зв'язок із власною територією, який контролюється надприродними силами. Цей зв'язок водночас поєднує нинішнє покоління з предками.
Періодично проводяться ритуали, покликані оновлювати ці зв'язки. Одним із таких ритуалів є розсипання сирого рису, що регулярно виконується оранг-лаутами протягом року. Його проводять шановані шамани. Рис спочатку розкидається навколо території, а потім всередині, це символізує «захист периметру» та «захист соціального кордону». Немає жодних фіксованих дат для проведення цього ритуалу, окрім того, що він має здійснюватись щороку. Кожна громада сама визначає, коли його слід проводити. Необхідність проведення «позапланового» ритуалу може бути викликана прибуттям непередбачених відвідувачів, занепокоєнням у громаді стосовно намірів гостя, незрозуміла хвороба члена громади, конфлікти з громадами-конкурентами та поява у снах духів або предків, які просять їх нагодувати. Іноді шаман сам вирішує провести ритуал із профілактичною метою, відчуваючи відповідальність його групи як охоронців території.
Кордони територій, як правило, є відкритими й не обмежують руху людей. Тим не менше, мандрівна група має повідомити про свої наміри голову групи-господаря відповідної території. Отримавши дозвіл, можна не лише заїздити на територію й виїздити з неї, а й вільно користуватися місцевими ресурсами. Належна вдячність та повага до групи-господаря викликає прояви щедрості у відповідь, такий жест скріплює дружні стосунки між групами й гарантує теплу зустріч під час майбутніх візитів. Натомість приховані прибуття та від'їзди породжують плітки, підозру в поганих намірах, тривогу й ворожнечу, мотивують недружнє ставлення до порушників.
Існують нескінченні суперечки щодо того, чи можуть оранг-лаути вимагати свої права на райони, які історично вони використовували для своїх подорожей і промислів. Першою великою перешкодою до цього є те, що вони не мають жодної фіксованої прив'язки до певних місць. По-друге, для легітимізації свого права власності необхідне оформлення паперової документації. Багаторічна історія прав на основі усних традицій, які передаються з покоління в покоління державою не розглядається. З точки зору індонезійської держави оранг-лаути не мають системи володіння. Право власності оранг-лаутів на території заперечується через те, що вони не визнаються виробниками, а є лише споживачами, що збирають продукти на величезних просторах моря. Спосіб життя оранг-лаутів, зосереджений на першочергових потребах, на думку держави, суперечить всім аспектам розвитку, відповідальності за навколишнє середовище й прогресові нації та держави.
Сенс і цінність речей у світі оранг-лаутів полягає не в їхній утилітарній функції, а в їхньому символічному значенні. Речі, якими володіють оранг-лаути, поділяються на неприйняті, прийняті (адоптовані) та невід'ємні (реліквії). До числа неприйнятих речей зараховуються риболовецькі списи, різьблені прикраси ручної роботи, плетені кошики ручної роботи, спіймана риба, зібрані морепродукти, вирощена продукція, харчові продукти та напої власного приготування, одяг, взуття тощо. Всі ці речі належать або використовуються оранг-лаутами, вони тісно контактували з органами людини, але «мають» дуже незначну або зовсім не мають надприродної сили. Існує мало обмежень щодо продажу або обміну цих предметів.
З плином часу, коли певні речі, наприклад риболовецьке знаряддя або хата, стають важливими для людини, вони приймаються (адоптуються, piara) нею. Оранг-лаути роблять це так само, як приймають в свою громаду людей. Адопція речей передбачає турботу про них, їхній захист. Річ стає прийнятою після проведення спеціального ритуалу «усиновлення», промовляють відповідні заклинання. При цьому річ «набуває надприродної сили», яка надалі збільшуватиме користь від неї та її ефективність. Що більш важливо, встановлюється зв'язок між людиною та адоптованою річчю, така річ об'єднується з особистістю, душею, внутрішньою сутністю особи. Якщо власник буде недбалий у догляді за прийнятою річчю, як вважають, духи можуть завдати йому шкоди через цей предмет. Однією з найстрашніших небезпек для оранг-лаутів є дозволити, щоб прийняті речі стати жертвою злих намірів сторонніх, які можуть безпосередньо впливати на людину через адоптовані речі. Однак це не означає, що прийняті речі не можуть бути відчужені. Звичайним явищем є їхній обмін, дарування, навіть продаж. Це встановлює або зміцнює духовний зв'язок між дійсним і попереднім власником речі, особливо, коли вона переходить як подарунок або в результаті обміну.
Найвищу цінність у суспільстві оранг-лаутів мають невід'ємні речі (реліквії). Це можуть бути гонги, кериси, черепашки, особливі камені, ритуальні предмети, кухонне начиння, гребінці тощо. Це речі предків, що передаються з покоління в покоління. Вони символізують традиції, походження й родовід, «наділені» надзвичайними надприродними силами, «оберігають» своїх власників та «доглядають» за ними. Що довше реліквії зберігаються в сім'ї або в групі, пов'язаній спільним походженням, тим сильніше збільшуються їхня цінність та надприродні властивості. Реліквії священні й виведені з обігу.

### Обмін речами
Процес циркулювання речей серед оранг-лаутів описується термінами касі (kasih, «давати»), багіан (bagian, «ділитися») та тукар (tukar, «обмінюватись»), термін джуал (jual, «продавати») тут використовується вкрай рідко, навіть коли задіяні гроші. Його застосовують лише у випадках, коли речі поширюються між оранг-лаутами та іншими громадами. Практично не використовується й термін кадо (kado, «дарувати»), зазвичай йдеться про банту (bantu, «допомагати»).
Операції обміну та надання допомоги зазвичай відбуваються в межах однієї групи оранг-лаутів, це може бути обмін між окремими особами або між домогосподарствами. Тукар — це бартерний обмін. Шляхом тукару можна обмінятися хатами, човнами та ін. При здійсненні тукару різними товарами робиться їхня грошова оцінка, щоб обмін був рівноцінним. Якщо обмін є нерівноцінним, люди вирівнюють вартість товарів, наприклад, обмін малого човна на великий вирівнюється додаванням певної суми грошей. Використання грошей балансує бартерний обмін. Жоден із членів громади не має отримувати прибутку за рахунок іншого. Але гроші тут не є засобом оплати, вони розглядаються як «допомога», складова справедливого обміну ресурсами. Можна навіть обміняти, саме обміняти (тукар), гроші на рис.
Обмін, допомога та неприбутковий бартерний обмін відповідають уявленнями про ідеальну поведінку оранг-лаутів. Вони вказують на рівноправний статус членів громади і щедрість людей. Обмін їжею, рибальськими снастями, допомога при будівництві відбуваються в оранглаутських громадах практично щодня. Як правило, вони супроводжуються відвідинами родичів з інших громад. Такі дії зміцнюють, гармонізують суспільні стосунки, формують групову солідарність. Припинення контактів припиняє й процеси обміну. Існуючі відносини бартерного обміну відповідають егалітарному статусу суспільства оранг-лаутів, посилюють протиставлення «ми» та «вони», відчуття внутрішньо солідарності. Обмін речами створює партнерські відносини, об'єднує цілі родини, навіть визначає межі груп і співтовариств.
Бартерний обмін базується на тривалих стосунках. Борг може віддаватись не відразу. Учасники обміну довіряють один одному. Кожен індивідуум у цьому суспільстві фіксує в голові всі акти допомоги та отримання товарів й, за неписаними законами, зобов'язаний зробити адекватний крок у відповідь відразу або в будь-який час у майбутньому. Коли хтось просить, йому не відмовляють, але виникають моральні боргові зобов'язання, «подарунок» має бути відшкодований. Затримка руйнує зв'язок довіри між одержувачем та отримувачем. Проте такий «борг» може бути не повернений ніколи, є люди (вдівці, старі, слабкозорі), які залишаються нездатними повною мірою допомагати собі чи іншим.
Подарунки практикуються набагато частіше, ніж обмін. Вони скоріше є проявом альтруїзму й не несуть очевидного очікування подарунка у відповідь. Отримувач, здається, отримує задоволення від надання подарунку, просто бажаючи запропонувати допомогу або, можливо, почувається зобов'язаним це робити з якихось причин. Оранг-лаути часто діляться їжею. Здобуті морепродукти є особистою власністю оранг-лаутів, вони не підлягають обміну. Їх можуть лише давати як допомогу. Певні речі, наприклад, кошики з ротанґа, оранг-лаути роблять на продаж, але своїм вони їх не можуть продавати. Для вони роблять такі кошики безкоштовно, а в обмін (саме в обмін) можуть взяти гроші, але це не є продаж, а лише допомога іншому члену громади.
Спільне використання, надання допомоги та бартерний обмін також несуть символічне значення у внутрішніх і зовнішніх відносинах. Акт передачі речей також передбачає визнання одержувача родичем. З іншого боку, існують обмеження щодо поширення речей серед сторонніх. Оранг-лаути вважають, що коли людина приймає певну річ, встановлюється зв'язок між цією річчю та її власником, при цьому існує небезпека стати жертвою злих намірів сторонніх, які через речі можуть заподіяти шкоди її новому власникові. Такі стереотипи ускладнюють стосунки між різними групами оранг-лаутів та оранг-лаутами й малайцями.
Ситуація змінилася із появою в житті оранг-лаутів грошей. Використання грошей деперсоналізує взаємодію між людьми й дозволяє їм безпечно взаємодіяти між собою. Гроші роблять товари анонімними. Операції відбувають негайно, без будь-яких подальших зобов'язань між учасниками угоди. Однак, попри проникнення грошових стосунків, бартер лишається основною формою обміну всередині оранглаутських громад. Вибір форми обміну є гнучким і залежить від конкретних умов і ситуації.

### Стосунки з малайцями
Взаємодія оранг-лаутів та малайців відзначається постійною напругою в стосунках та взаємною недовірою. Лінія, що розмежовує берег та море, є своєрідною зоною культурного та етнічного переходу між цими громадами. Як оранг-лаути, так і малайці бачать себе складовою єдиного Малайського світу й визнають, що обидві спільноти мають спільне походження. Проте даються взнаки культурні відмінності, що викликають несприйняття громадами одна одної. Обидві сторони бачать в іншій загрозу застосування чорної магії та чаклунства й уникають взаємних контактів.
Хоча сьогодні архіпелаг Ріау є частиною Республіки Індонезія й малайські аристократи більше не мають реальної влади, місцева малайська громада продовжує жити за традиціями колишнього султанату з його ієрархічною структурою суспільства, побудованою на критеріях «чистоти», які включають родовід (keturunan), мусульманську релігію (agama), кодекс поведінки (adat), чистоту мови (bahasa), фізичні ознаки (зовнішній вигляд) та спосіб життя людей. Історично оранг-лаути перебували на політичній периферії суспільства, й малайці розташовують їх на найнижчому щаблі ієрархічної драбини, вважають їх «нечистими малайцями» й пишаються своєю відчутною відмінністю від них. Малайці розглядають оранг-лаутів як темношкірих кочовиків, які не носять одягу, нічого не знають про туалет та гігієну, говорять незрозумілою мовою, не мають релігії. Вони звинувачують оранг-лаутів у споживанні свинини та вживанні алкоголю, в тому, що їхні жінки живуть у човнах разом із чоловіками, у дошлюбних стосунках між чоловіками та жінками, в ігноруванні релігійних свят тощо. Деякі з цих звинувачень є надуманими й не завжди відповідають дійсності, зокрема це стосується дошлюбних стосунків; оранг-лаути також з різних причин майже не вживають свинину.
Такі суб'єктивні стереотипи сильно впливають на ставлення малайців до оранг-лаутів і є причиною виникнення різних забобонів. Малайське ставлення до оранг-лаутів споріднене із ставленням в середньовічної Європи до відьом. Малайці не лише гидують контактувати з оранг-лаутами, а й бояться їхнього ілму й тому приписують їм всіляке зло, звинувачують у використанні чорної магії, у зв'язках зі злими духами. Родинні зв'язки з оранг-лаутами вважаються ганебними й небажаними, їх пов'язують з порушенням «малайської чистоти». Таким чином, утворилися сталі кордони між малайцями та громадами оранг-лаутів.
Малайський погляд на оранг-лаутів завдає суттєвих труднощів для кочових племен. Як правило, вони не лише відчувають неповагу з боку суходільних малайців, а й зіштовхуються з упередженим ставленням та приниженням з боку урядовців. Індонезійські чиновники зазвичай мають справу з малайськими аристократами й дивляться на оранг-лаутів очима малайців. Через упереджене ставлення вони не радять іноземцям спілкуватися з оранг-лаутами, вважаючи такі контакти небезпечними. За малайськими стереотипами особливо небезпечними вважаються оранг-лаути, що живуть на віддалених островах.
В таких умовах оранг-лаути виявляють високий рівень стійкості до зовнішнього тиску. Вони відмовляються відповідати малайським стандартам чистоти, виявляючи презирство до них, і дотримуються власних норм поведінки, що випливають з їхнього особистого світогляду. Оранг-лаути позиваються на свій статус корінного народу й, отже, право володіння територіями, де вони живуть. Себе оранг-лаути називають orang Melayu asli (корінні малайці), а малайських аристократів — orang Melayu dagang (іноземні малайці). Оранг-лаути визначили власну концепцію альтернативного Малайського світу й стверджують, що володіють найпотужнішим ілму, що робить їх здатними підірвати ієрархію влади, створену малайськими аристократами. Оранг-лаути також з підозрою ставляться до мусульман-малайців, вважаючи, що Коран містить елементи чорнокнижного вчення, інструкції, як робити заклинання й практикувати чорну магію.
Оранг-лаути намагаються протистояти малайській політиці центральної влади, але вони не мають змоги відкрито чинити опір і не ставлять перед собою такого завдання. Їхнє протистояння є тихим, полягає в помилковому виконанні наказів, вдаваному незнанні чи нерозумінні тощо. Оранг-лаути усвідомлюють аргументи, що застосовуються проти них, і часто провокують кумедні ситуації на цьому ґрунті. Вони можуть перевдягатися малайцями, наносити відповідний макіяж, використовувати відповідну мову, а тоді сміятися з того, як малайці сприймали їх за своїх та як їх легко можна надурити. Крім того, оранг-лаути намагаються посилити в малайців страх перед своїм ілму, створюючи навколо себе приголомшливу та зловісну ауру.
Проте не всі оранг-лаути опираються малайським вимогам. Деякі з них переходять на осілий спосіб життя й приймають іслам. Ці групи оранг-лаутів включили в свою власну систему соціальної організації аспекти малайської ідеології. Вони продовжують ідентифікувати себе як групу, окрему від малайців, але водночас відділяють себе від решти оранг-лаутів. Прийняття ісламу автоматично означає перехід з категорії «нечистих» до категорії «чистих малайців». При цьому відповідно корегуються відносини з колишніми родичами. Загалом люди зберігають між собою цілком нормальні стосунки, але опинившись поза територією оранг-лаутів, ці «нові малайці» категорично заперечують свої родинні стосунки з «невірними», вважаючи їх образливими.
З іншого боку, оранг-лаути, навіть ті, що прийняли іслам, дуже рідко запрошують малайців на свої кендурі, вони не хочуть виявляти будь-яку солідарність з малайцями. Аналогічні запрошення малайців на релігійні свята вони свідомо ігнорують, посилаючись на вигадані причини (є важливіші справи, треба рибалити, не мають з чим прийти на свято тощо), тим самим ображаючи тих. Є люди, які весь час живуть у громадах оранг-лаутів, але мають малайське походження. Вони все одно вважаються для оранг-лаутів чужинцями (orang lain, іншими), не своїми (orang kita).

### Стосунки з китайцями
Китайці є другою за чисельністю етнічною групою на островах Ріау. Оранг-лаути мають з ними тісніші зв'язки, ніж з малайцями. Остров'яни не вважають місцевих китайців чужинцями, в той же час ті не є частиною Малайського світу. Місцеві малайці та оранг-лаути розглядають китайців як нейтральну спільноту, вважають, що вони не володіють чорною магією, а тому взаємодія з ними є безпечною. Відповідно речі оранг-лаутів, отримані з рук китайців, вважаються малайцями безпечними; так само й навпаки. Нейтральна позиція китайської громади в Малайському світі дозволяє їм бути посередниками в стосунках між малайцями та оранг-лаутами.
Китайці є групою з периферійним статусом, яка, тим не менше, домінує в економічній сфері країни. Китайці принесли на архіпелаг Ріау глобальну ринкову економіку. Вони сприяють рухові споживчих товарів у регіоні та за його межами, з'єднують людей в ізольованих районах з віддаленими ринками.
Стосунки між китайцями та оранг-лаутами будуються за принципом патрон (токе, thau-ke) — клієнт (анакбуа, anak buah). Попри те, що з розвитком грошових відносин оранг-лаути можуть продавати й купувати товари без посередників, вони вважають за краще користуватися послугами китайців-токеїв, адже ті краще розуміються на товарах. Токеї часто визначають економічне життя оранглаутських громад. Споживацька економіка відійшла в минуле, тепер потрібно ловити стільки риби й збирати стільки інших морепродуктів, скільки вимагають потреби ринку.
Система патрон-клієнт є надзвичайно міцною й сильною, дуже сильною є й залежність анакбуа від своїх токеїв. Токеї контролюють усю фінансову діяльність клієнтів, скуповують і продають товари, надають кредити. Токеї визначають, скільки продуктів оранг-лаути мають споживати, а скільки поставляти на продаж. Токеї зазвичай маніпулюють цінами на свою користь, щоб тримати клієнтів постійно в боргах. Таку можливість вони мають як посередники, які контролюють ціни. В своїх магазинах токеї дають оранг-лаутам у борг продукти, цигарки. Кредитна система працює за принципом довіри та усної домовленості, але токеї створили надійну схему, що забезпечує повернення боргів. Ті, хто отримав допомогу, мають залишатися вірними своєму токею й, повернувшись з морськими продуктами, повинні розрахуватися ними за свої борги. Порушення цього правила загрожує відмовою в отриманні допомоги або кредиту наступного разу. Тому анакбуа бояться залишити свого токея.
Токеї докладають усіх зусиль, щоб стосунки з анакбуа були міцними, тоді ті будуть працьовитими та вірними все своє життя. Токеї приходять на допомогу своїм клієнтам у скрутну годину, допомагають їм і на побутовому рівні, наприклад, влаштовують та фінансують весілля, допомагають продуктами. Анакбуа отримують від токеїв подарунки на китайський Новий рік. Завдяки цій «допомозі» оранг-лаути відчувають себе зобов'язаними токею й дорожать цією допомогою, сподіваються на неї в майбутньому, і це зміцнює їхні зв'язки. Китайський бізнес взагалі зазвичай будується на сімейних засадах, завдяки чому формуються міжнародні бізнес-мережі. Сімейний характер носять і стосунки між токеями та анакбуа, це як батьки та діти. Китайці часто залучають оранг-лаутів як домашню прислугу. Прислуга харчується разом із роботодавцями. Токеї також віддають свої надлишки продовольства оранг-лаутам, які працюють на них, інтерпретуючи це як щедрість та допомогу.
Оранг-лаути розглядають економічну владу китайців як альтернативу політичній владі малайців. Вони бачать у своєму союзі з китайцями часткову гарантію підтримки на тлі загрози з боку спільного ворога — малайців. Оранг-лаути завжди можуть сподіватися на допомогу з боку свого токея. Порівнюючи з малайцями, оранг-лаути вважають китайців більш багатими й щедрими, менш скупими, менш метушливими й схильними до допомоги. Малайців вони бояться, ті для них злі (jahat) й смердючі (busok), а китайці їм подобаються, бо вони хороші. Оранг-лаутів та китайців об'єднує політика уряду, ворожа до китайської громади й байдужа до оранг-лаутів. Китайці близькі для оранг-лаутів ще й тим, що вони не є мусульманами та їдять свинину.

## Побут

### Поселення

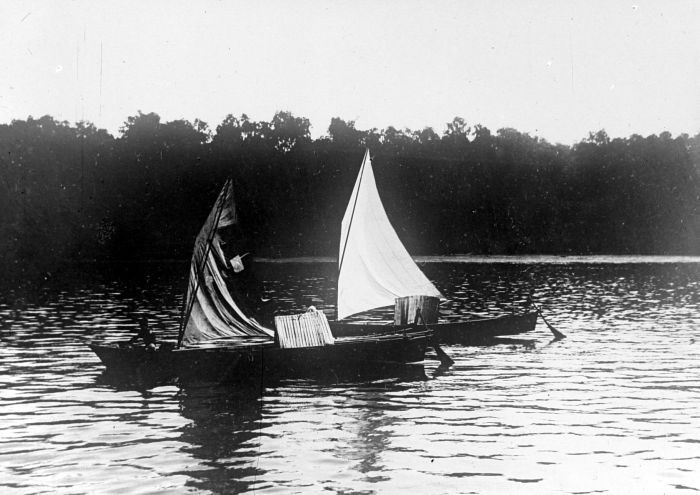
Плавучі «хати» оранг-лаутів, що рухаються біля берегів Джамбі і Ріау, Нідерландська Ост-Індія, приблизно 1914—1921 рр.

Оранг-лаути, що зберігають кочовий спосіб життя, живуть переважно в човнах і не схильні залишатися в одному місці протягом тривалого часу. Майже все своє життя вони проводять на воді, тут вони народжуються, живуть і вмирають. Вільно пересуваючись уздовж берегів, вони рідко покидають територіальні води своєї групи. На суходолі вони зазвичай користуються лише тимчасовим житлом, в якому живуть протягом сезону мусонів. Тимчасові хати — це прості притулки, які можна спорудити дуже швидко. В середньому, таке житло має приблизно 5 метрів завдовжки, 2 метри завширшки та 1,2 метри заввишки. Для будівництва використовують дерев'яні стовпи та ротанг, яким скріплюють ці стовпи. Матеріали збирають у сусідньому лісі. Циновки з бамбука, які служать дахом на човнах, використовуються також як дах та стіни для притулку. Як альтернатива, дах можуть крити вітрилами з човнів. Коли в такому тимчасову житлі більше немає потреби, хатинка швидко й легко розбирається, а матеріал знову використовується для житлових човнів.

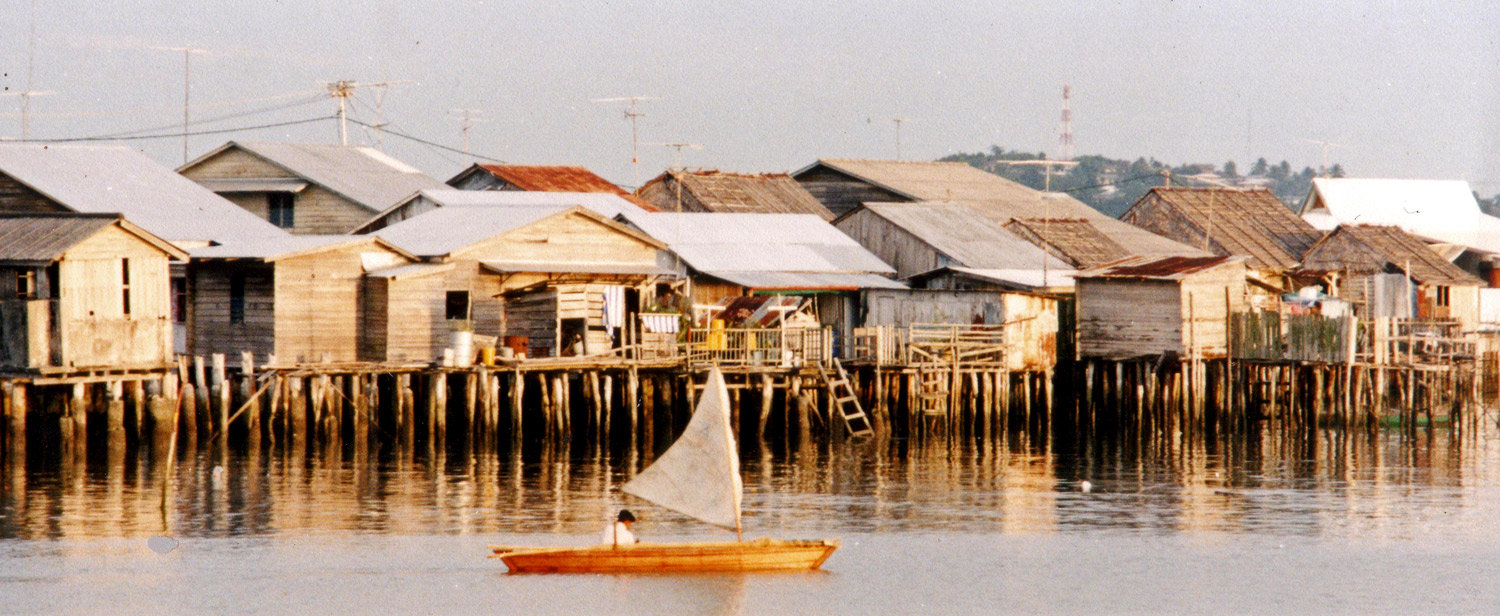
Поселення оранг-лаутів на островах Ріау.

Тепер багато оранг-лаутів перейшло до осілого способу життя. Їхні села розташовані в затишних бухтах або прямо над водою. Вони бувають різні за розміром, у середньому налічують від семи до десяти хат. Типове поселення оранг-лаутів — це група легких хатинок на палях, пов'язаних між собою містками із дощок.
Стіни хат роблять із дерев'яних дощок або з каджангу (kajang, циновки з бамбуковими планками, які можна переставляти). Дах криють також каджангом або атапом (atap, сухе пальмове листя, зв'язане ротангом), а ще бляхою. Дах з оцинкованого листа тримається довше, але його не просто знайти на островах, та й коштує він дорожче. Натомість пальмове листя можна назбирати в навколишніх лісах, потрібні лише час та енергія, щоб зв'язати його до купи. Всередині хати, вкритої бляхою, в полудень температура сягає екстремальних показників, а краплі дощу, що падають на дах, видають гучні звуки, що особливо дошкуляє в період мусонів.
Хати можуть бути різними за розмірами. Деякі мають довжину приблизно 5 метрів, 2,5 метри в ширину і 2,5 метри у висоту. Більші хати бувають до 9 метрів завдовжки, 4 метрів завширшки та 3 метрів заввишки. Інтер'єр у більшості випадків складається з однієї кімнати, меблі відсутні. В загальному відкритому просторі виділені спальні місця для кожного члена сім'ї. Коли приходить час спати, люди просто кидають посеред кімнати свої килимки й лягають на них. Після сну килимки збирають, їх зберігають в кутку або біля стіни; це звільняє необхідний простір. В окремих коробках зберігається постіль й особисті речі, які в конкретний час не використовуються. Перегородки всередині приміщення зустрічаються дуже рідко, зазвичай лише в полігамних сім'ях.
Кількість хат в оранглаутських селах часто змінюється. Так стається, коли хтось одружується або розлучається, хтось захворіє або помре, коли приїздять родичі, люди переселяються або міняються розміри сім'ї. Уважається, що хату, яка довго стоїть порожньою, можуть зайняти «злі духи». Це створює проблеми для всього села. Тому члени громади зносять таке житло. Якщо його власник повернеться, проблем не виникає, люди просто зведуть нову хату.
Оранг-лаути надають перевагу хатам, що стоять над морем. Вони намагаються уникати житла на суходолі, вважаючи його «брудним» (оранг-лаути асоціюють суходіл із випорожненнями та похованням небіжчиків, розглядають землю як джерело захворювань). В хатах, що стоять на березі моря, оранг-лаути ще погоджуються жити, але у внутрішні райони вони можуть переселитися лише в результаті примусових дій уряду. Нерідко мали місце випадки, коли люди, отримавши від держави нові, спеціально збудовані для них хати, тільки-но посадові особи та місіонери їхали після закінчення офіційної церемонії, починали розбирати їх, щоб перенести й поставити над морем, а деякі взагалі поверталися на свої плавучі хати-човни.
Двері в оранглаутських хатах, що стоять на узбережжі, завжди спрямовані до моря, тоді як у хатах над морем двері можуть бути орієнтовані в різних напрямках. Сходи від дверей ведуть прямо до води, тут люди прив'язують свої човни.

### Одяг
Одяг оранг-лаутів — куртка і короткі штани, плетений капелюх у чоловіків, у жінок — каїн, хустина на голову. Верхня частина тіла в чоловіків зазвичай залишається відкритою. Надають перевагу яскравому одягу.
І жінки, й чоловіки можуть носити ювелірні вироби, зокрема золоті намиста, браслети й сережки. Косметику також використовують представники обох статей, хоча частіше це роблять молоді або середнього віку жінки та дівчата. Їм до вподоби червона помада та пудра білого кольору. Молодь, що живе в човнах, крім пудри, використовує вугілля як олівці для фарбування брів.

### Їжа
Попри дедалі більшу популярність рису, й, меншою мірою, саго, морепродукти продовжують складати основу раціону харчування оранг-лаутів. Це великий перелік видів риб, ракоподібних, молюсків та інших морських істот. Деякі морепродукти цінуються більше за їхні особливі якості. Наприклад, делікатесом уважаються м'ясо та яйця черепах. Черепах здобувають не часто. Коли комусь удасться це зробити, новина швидко поширюється серед усіх членів громади; ловець мусить обов'язково поділитися здобиччю. Ще одним місцевим делікатесом є дюгонь (морська корова). Оранг-лаути не засолюють риби для її збереження. Морські огірки нанизують на дротик і сушать, перш ніж їх з'їсти.

### Відпочинок
Для оранг-лаутів життя, робота та вільний час чітко не відокремлені. Чоловіки й жінки, як правило, працюють разом й, відповідно, разом відпочивають, немає абсолютно ніякої сегрегації за статтю. У вільний час, чоловіки та жінки зустрічаються з родичами й друзями, сидять разом, діляться новинами й чутками, розповідають історії або грають у карти. Спеціальне задоволення приносить змагання у виконанні імпровізованих віршованих фраз (пантун), які по черзі вигадують чоловіки та жінки.
Останнім часом люди збираються групами перед телевізором, що живиться від автомобільного акумулятора. На островах Ріау доступне сінгапурське або малайзійське мовлення. Глядачі часто не розуміють фільмів, які зазвичай транслюються англійською, китайською, різними індійськими мовами; не розуміють вони й субтитрів, адже більшість оранг-лаутів неписемна. Тому хтось в аудиторії виступає як оповідач, він ділиться своїм сприйняттям та власною інтерпретацією подій, що відбуваються на екрані.

### Традиції та обряди життєвого циклу
Оранг-лаути розрізняють чотири основні стадії життєвого циклу: дитинство, юність, зрілість та старість, але людське життя для них починається ще з вагітності. Вони вважають, що кожен стає людиною вже на п'ятому місяці вагітності матері. У цей час за розташуванням ембріону визначають стать майбутньої дитини: якщо вона лежить в животі матері більше з лівого боку, народиться хлопчик, в іншому випадку — дівчинка. Важливу роль при народженні дитини відіграє повитуха (завжди жінка) — експерт з натуропатії, яка також володіє магічними знаннями. Між п'ятим та сьомим місяцем вагітності, майбутня мати та її чоловік ідуть «залицятися» до повитухи, як до нареченої, після чого та буде зобов'язана піклуватися про матір і дитину до шостого тижня після пологів. Починаючи з сьомого місяця вагітності, щоб не завдати шкоди їхній майбутній дитині, жінка та її чоловік повинні дотримуватися у своїй поведінці численних табу.
Народження дитини є визначною подією в житті кожної родини. Родичі та сусіди майбутньої матері беруть активну участь у підготовці до неї, деякі надають практичну допомогу, інші просто бувають присутні, підтримують вагітну й допомагають їй психологічно. Часто люди також консультуються з певних питань із цілителем та шаманом.
Під час перейм чоловік тримає голову дружини, повитуха або інша досвідчена жінка допомагає породіллі масажем, а у випадку ускладнень і потреби у більшій фізичній силі на допомогу приходить чоловік. Вихід плоду вважається небезпечним не лише через можливість фізичних ускладнень, але й тому що матері та дитині в цей момент загрожують злі духи та відьми. Вважається також, що жінка, яка вмирає при пологах, сама може перекинутися злим духом і загрожуватиме чоловікам. Протягом перших трьох днів після пологів за молодою мамою доглядають її чоловік та мати. На третій день проводиться ритуал, що зветься «очищення дощок», він включає миття новонародженого, прибирання місця народження, забрудненого кров'ю та навколоплідними водами, очищення повитухи. Всіх людей, що брали участь у підготовці та проведенні пологів, закликають взяти учать в церемонії з нагоди народження дитини.
В оранг-лаутів немає ніяких уподобань стосовно того, кого краще народити: хлопчика чи дівчинку.
До 44-го дня після пологів мати повинна дотримуватися певних правил харчування та утримуватися від статевих зносин, тому що жінка все ще перебуває в ослабленому стані й існує загроза від злих духів.
З народженням та раннім періодом життя дитини пов'язані деякі звичаї та обряди, більшість з яких однакові для хлопчиків та дівчаток. Ім'я дитині дають незабаром після народження, часто це робиться спонтанно, з посиланням на природні явища, що відбувалися під час пологів (наприклад, «блискавка» або «шторм»). Надання імені не є визначною подією, часто люди змінюють ім'я протягом життя. Таке відбувається, наприклад, у випадку серйозної хвороби, після зміни імені злим духам або людям, що «наслали» хворобу, буде важко «визначити» особу постраждалого. Серед деяких оранглаутських груп звичайною практикою є висушувати пуповину новонародженого й зберігати її протягом багатьох років. Уважають, що коли замочити пуповини всіх братів і сестер та дати їм випити цієї води, це назавжди захистить їх від сварок між собою. Звичайною практикою в оранг-лаутів є проколювання мочок вух. Це роблять дівчаткам у ранньому віці заради краси. Якщо на те є гроші, в отвір вдягають золоті сережки. Іноді в дитинстві одну з мочок проколюють і хлопчикам. Це робиться для боротьби з хворобою або щоб збільшити схожість обличчя та голосу батьків і синів, а це має гарантувати добрі стосунки між ними. Хлопчики старшого віку також люблять носити сережки. Іноді хлопчикам і дівчаткам голять голови. Це робиться з метою захисту від хвороби, запобігання її рецидивів, поліпшення статури.
Етапи підліткового й дорослого життя є нечіткими, особливо для хлопчиків, а перехід від одного стану до іншого відбувається поступово. Обрізання дівчаток і хлопчиків — звичайна практика серед малайських мусульман — також практикується деякими підрозділами оранг-лаутів, незалежно від того, чи вони перейшли на іслам, чи ні. Обрізання дівчаток є лише символічним актом, воно здійснюється повитухою вже через 1-2 місяці після народження й супроводжується незначною церемонією за присутності тільки близьких родичів. Хлопчиків обрізають у віці близько 10-12 років, церемонія знаменує початок підліткового віку. Її виконує спеціаліст, часто малаєць-мусульманин. Обрізання супроводжується церемоніальним бенкетом, у якому беруть участь родичі. Про перехід від дівчини до жінки свідчить перша менструація, але ця подія не відзначається хоча б якимось ритуалом. На матеріали, які поглинають менструальну кров, накладається суворе табу, і вони приховуються (див. Менструальні табу).
Шлюб та створення окремої родини є однією з найважливіших цілей життя оранг-лаутів, передумовою багатодітної сім'ї. Перший шлюб — це важливий момент у житті кожної людини, й він супроводжується спеціальним обрядом. Оранг-лаути протягом тривалого часу адаптували свої весільні церемонії до малайських традицій. Тепер у них на весіллі є жінка-експертка, яка проводить наречену через різні етапи церемонії ніка (nikah). В результаті церемонія стала тривати набагато довше й стала складнішою, ніж було в старі часи. Іноді обряд проводять в присутності представника ісламської влади.
Перший шлюб зазвичай заплановано, коли дівчатка та хлопчики досягають статевого дозрівання. Молоді люди, як правило, вільні самі вибирати шлюбних партнерів. Передбачається, що батьки мають дати згоду після обговорення з близькими родичами, але це не є обов'язковою умовою. Проте, як очікується, пара повинна мати розсуд у своїх діях. Коли молоді люди вирішують одружитися, хлопець зазвичай просить свого батька або інших старших родичів (дід по батькові, брат батька чи близькі друзі батька або дідуся) здійснити візит до батьків дівчини для вкладання шлюбної угоди.
Шлюбу передують заручини, які можуть відбутися за місять, а то й за рік до весілля. У цей період наречений вже відповідальний за потреби нареченої щодо їжі та одягу, а вона мусить навзаєм виконувати подружні обов'язки. Заручини офіційно стверджує мати нареченого, але візит до матері нареченої вона здійснює лише після того, як бажання сина було обговорене й погоджене в сім'ї. Скриня, що передається нареченій, містить золоте кільце, браслети, саронг, парасольку, дзеркало, пудру, помаду тощо. Прийнявши скриню й оглядаючи подарунки, наречена цими діями висловлює свою згоду на шлюб. Іноді наречений дає нареченій «багатство» в грошовій формі, він також повинен нести частину витрат весільної церемонії. В ідеалі сума, що підлягає сплаті за молоду дівчину, є в двічі більшою, ніж за вдову. В реальному житті «багатство» нареченій часто платять тільки частково або й взагалі не платять, якщо наречений не в змозі зібрати грошей.
Дата весілля вимагає ретельного обговорення. Кожна середа, коли місяць прибуває, та восьмий місяць у році, є сприятливими. Крім того, місце, де буде проходити весілля, повинне бути ретельно перевірене, щоб захистити учасників свята від згубного впливу злих духів. На церемонію запрошуються всі родичі. Нареченого й наречену прикрашають вінками з квітів та намистами. Наречений також вдягає капелюха й пояс з керисом. Спочатку він повинен попрохати батьків нареченої віддати йому дочку й розповісти їм про свої наміри. Далі відбувається сама церемонія, під час якої подружжя годує одне одного курячими яйцями та кульками з рису. Цим актом шлюб формалізується. Далі гостей розважають їжею та піснями й танцями (пантун), іноді проводять змагання із силату (різновид малайського бойових мистецтв).
За місцевими поховальними традиціями мерця миють, посипають пудрою, натирають парфумами, замотують у білу тканину. Християни моляться над померлим, але вони не мають священників, які б проводили панахиду. Померлих ховають у могилі. Після поховання проводять свято — кендурі (kenduri). Поминки проходять щодня протягом перших сорока днів, потім кожні 10 днів до сотого дня, після чого потреба в кендурі відпадає. Крім останнього кендурі, це все незначні події, які зазвичай збирають лише найближчих родичів. Натомість на сотий після смерті поминальний день проводять велике кендурі (kenduri besar), на яке збирається вся громада. Стіл з цього приводу має бути особливим, готують всілякі делікатеси.
Кендурі оранг-лаути проводять також з нагоди вкладання шлюбу, умиротворення духів, усиновлення (як дітей, так і речей) тощо. Оранглаутські кендурі загалом дуже схожі з малайськими, але менші за масштабами й проходять у більш вільній і невимушеній атмосфері. Участь у церемонії можуть приймати лише члени нуклеарної сім'ї, але може збиратися й ціла громада. Незалежно від масштабів події, основний принцип один — люди сідають разом за стіл і спільно й одночасно споживають їжу. Всі їдять дуже швидко, а тоді разом встають і разом прибирають. Поки дорослі не закінчать бенкет, дітей до столу не пускають, вони мають їсти вже після батьків. Діти не беруть участі у прийнятті рішень, тому їхня поява за столом разом із дорослими, на думку оранг-лаутів, зіпсує свято кендурі. Будь-яка їжа, що залишилася після кендурі, розподіляється між членами громади.

## Зміни у способі життя
Починаючи з кінця XIX ст. і в досить великих масштабах протягом 1990-х оранг-лаути поступово відходять від життя повноцінних морських кочівників і переходять на напівосілий спосіб життя. Деякі групи добровільно, інші під тиском з боку влади осіли на суходолі. Сьогодні більшість з них оселилися в хатинках на палях, побудованих над водою на березі моря. Інші живуть у селах, збудованих уздовж узбережжя державою або власними силами. Періодично оранглаутські сім'ї залишають свої поселення й вирушають на промисли, живуть там на борту свого сампана (човна). Така подорож може тривати від ночі до декількох місяців, але вони завжди повертаються до kampong kita («наше село»).
Реакція членів громад оранг-лаутів на впровадження державної політики була різною. Одні групи підтримують зміни, перейшли на осілість, взаємодіють із сторонніми та державними службовцями, сприймають зовнішні впливи, інтегруються в широке індонезійське суспільство. Вони приймають іслам, а свої домівки покидають лише виходячи в море рибалити. Прибічники традиційних поглядів є їхньою прямою протилежністю, вони готові відмовитись від усього, що їм пропонують, лише хочуть, щоб їм дали спокій. Вони чітко дотримуються своєї етнічної ідентичності з усіма позитивними й негативними моментами. Третя фракція знаходиться посередні між двома іншими. Такі групи переважно очікують на матеріальну допомогу від держави. Вибираючи одну з цих позицій, традиційні родові групи оранг-лаутів зазвичай приймають колективне рішення, зберігаючи свою групову єдність.
З переходом на осілість та посиленням контактів зі сторонніми спостерігається підвищення ролі чоловіків у суспільстві. Під час візитів чиновників жінки або не відвідують збори, або сидять окремо від чоловіків і не висловлюють свою думку. Чимраз більше й більше чоловіків перебирають на себе роль годувальника сім'ї. Жінки більше не рибалять і не продають рибу, вони займаються хатніми справами, розпоряджаються сімейними грішми та піклуються про дітей. Посилення гендерної ієрархії в оранглаутському суспільстві пов'язане й з поширенням моральних норм малайської мусульманської більшості. Жінки, наприклад, стали носити сукні, які закривають верхню частину тіла. Люди стали звертати також увагу на наготу дітей, практикуються «більш дисципліновані» сексуальні зносини тощо. До негативних тенденцій належить і те, що серед молоді, яка перестала виходити в море, розвивається алкоголізм.
Значний вплив на оранг-лаутів мають радіо та телебачення. Найдієвіший ефект в досягненні зміни способу життя дає система освіти, проте вона ще не отримала в оранглаутському середовищі значного поширення. Сучасна освіта в державних школах тільки недавно стала частиною способу життя в селищах колишніх кочовиків. Більшість спроб уряду залучити дітей оранг-лаутів до шкільного навчання зазнали невдачі, багато дітей не тримаються в школі більше одного року. Частково це пов'язано з непередбачуваним режимом рибальства в сім'ях та залученням до нього дітей, але головним чинником є те, що оранглаутські діти мусять сидіти в одному класі з малайськими дітьми. Дехто з оранг-лаутів самостійно навчився читати й писати. Більших успіхів у справі освіти кочового населення досягли християнські місіонери. Вони запровадили гнучку систему навчання без фіксованого розкладу. В християнських школах оранг-лаути вільні йти ловити рибу, коли їм потрібно, а уроки вони можуть отримувати у вільний час.

## В популярній культурі
Згадуються в оповіданні The Disturber of Traffic Редьярда Кіплінга.